# Tramway de Reims
Pour l'ancien réseau de tramway, voir Ancien tramway de Reims.
Le tramway de Reims est un réseau de tramway qui relie, depuis le 16 avril 2011, le quartier rémois d'Orgeval, au nord de la ville, à la gare TGV de Bezannes, au sud-ouest de Reims. Il présente la particularité d'être le premier exemple de « partenariat public-privé » de France en ce qui concerne une infrastructure de ce type. Le budget définitif du projet, adopté le 22 juillet 2008 et supporté en majorité par le concessionnaire, s'élève à 345 396 325 euros (valeur 2011), soit environ 30 800 000 €/km.

## L'histoire des trams à Reims

### Le tramway historique

Carte animée de l'évolution des infrastructures ferroviaires de l'agglomération de Reims, dont celle des anciens et actuels tramways, de 1880 à nos jours.

De 1881 à 1939, la ville de Reims posséda un réseau de tramway de cinq lignes. Il fut exploité jusqu'en 1901 par des tramways hippomobiles puis par des tramways électriques dès l'année 1900.

### Un premier projet avorté

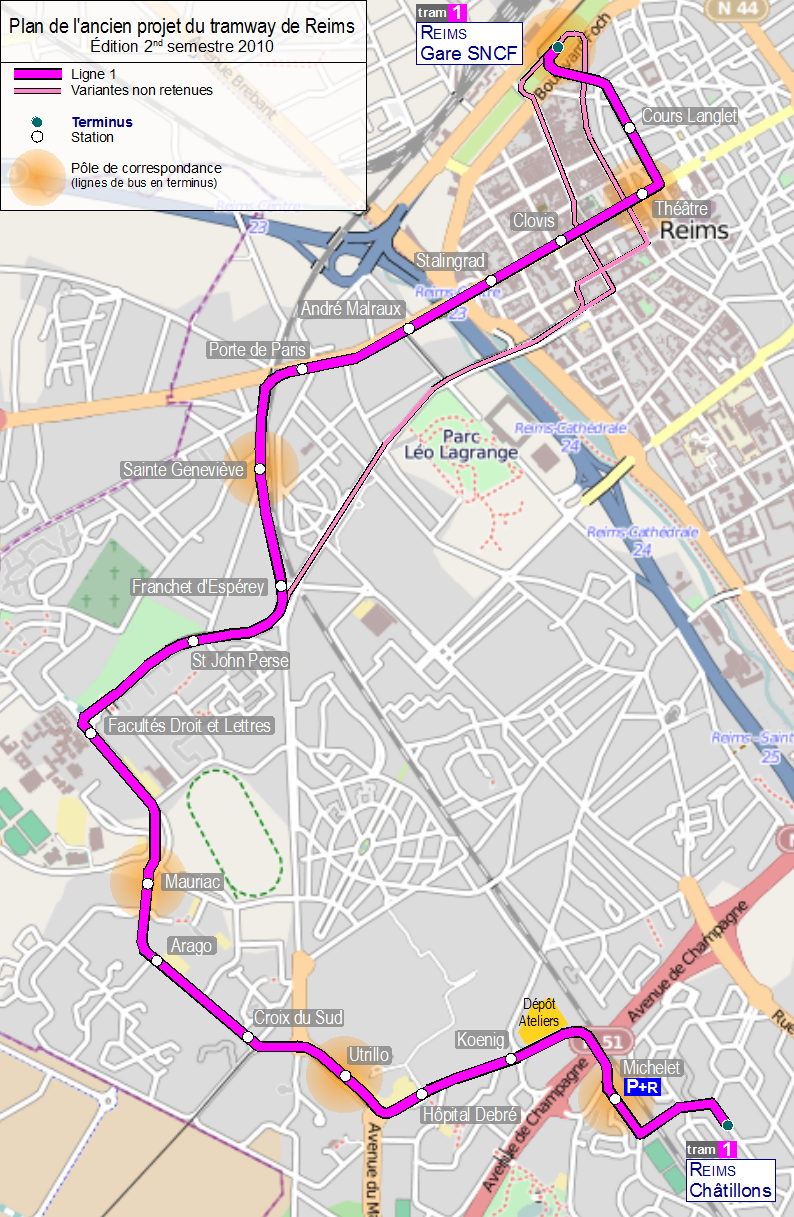
Schéma de l'ancien projet (1989).

L'idée de la nécessité du tramway à Reims n'est pas nouvelle, puisque les premières études remontent à l'année 1984, concernant déjà un axe Théâtre (Opéra) - Croix-Rouge - Hôpital, afin de soulager la ligne H, sur laquelle les premiers problèmes de surcharge apparaissent alors. Parmi les différents modes étudiés, dont un métro léger, c'est finalement le tramway qui est choisi. Le projet, soutenu par le Président du District de Reims, Jean-Louis Schneiter, est confié pour études de faisabilité à la SOFRETU, filiale de la RATP. Son avis se révèlera en tous points positif. En outre, il est préconisé de prolonger la ligne jusqu'à la gare SNCF et aux Châtillons.
Ce sont déjà le constructeur Alstom (Alsthom Atlantique à l'époque) et une entreprise de construction filiale de Bouygues, qui sont retenus pour le projet. Un groupement est alors formé, qui communique officiellement le projet aux instances dirigeantes. En 1986 le projet est présenté au public, avec la venue d'une rame nantaise en gare de Reims. Cette initiative a un grand impact sur la population, enthousiasmée. Des délégations sont aussi envoyées à Nantes et Grenoble, afin d'expérimenter le TFS qui avait été retenu. Des expositions sont également présentées aux foires expositions et au point d'information du réseau TUR notamment.
Le district fait une demande de considération du dossier par l'État en 1988 ; le projet est rendu « prioritaire » fin 1989. En février 1991, au terme des dernières études et alors que le budget du projet, s'élevant à 750 millions de francs courants hors taxes et tenant compte des subventions étatiques, venait d'être adopté le 13 novembre 1990 par le conseil de district, le maire de l'époque Jean Falala prend, à l'étonnement général, la décision d'abandonner le projet. Il invoque officiellement d'hypothétiques difficultés d'insertion, la suppression de places de stationnement ainsi que de plantations, mais cède plus concrètement aux oppositions des riverains et commerçants, malgré l'enthousiasme général porté au projet.
La mise en service de la ligne d'une longueur de 7,4 kilomètres était prévue pour 1994, ce qui aurait fait de Reims la quatrième ville de France à rentrer dans le cercle fermé des villes exploitant un tramway. Le projet comportait à l'époque 19 stations et aurait desservi le quart de la population rémoise, avec 15 rames circulant de 5 h 30 à 23 h, pour une fréquence moyenne de six minutes, transportant neuf millions de passagers par an. À l'époque, le premier adjoint au maire, Jean-Louis Schneiter, a très mal vécu l'abandon de ce projet dont il a eu la charge. C'est donc tout naturellement qu'il l'a relancé une fois parvenu à la tête de la municipalité et de Reims Métropole.

## Le réseau actuel
Le tramway répond aux nécessités de rénovation urbaine des quartiers Orgeval et Croix-Rouge, quartier accueillant plus de 20 000 habitants logeant en majorité en logements à loyers modérés construits dans les années 1960 et 1970, et devrait contribuer au renforcement, à terme, de l'attractivité de l'avenue de Laon, artère commerçante majeure, ainsi que des halles du Boulingrin qui ont été rouvertes en 2012, tout en offrant une meilleure desserte du centre-ville, permettant un renforcement et un nombre plus élevé de liaisons périphériques. Le tracé est en outre conçu afin de faciliter les interconnexions avec les réseaux urbains, interurbains et ferrés à la gare centrale. Le tramway desservira ensuite des pôles fortement générateurs de trafic rive gauche, tels la future Cité administrative, la Comédie de Reims (scène nationale), le stade Auguste-Delaune, le parc Léo-Lagrange, la polyclinique Courlancy…
À l'heure actuelle, bien que la communication aux utilisateurs aille dans ce sens, il est difficile de parler de deux vraies lignes en exploitation plutôt que d'une ligne avec embranchement. En effet, les deux lignes ont un tracé quasi-intégralement identique, leur terminus ne différant que de deux stations : la ligne A faisant son terminus devant le centre hospitalier universitaire Robert-Debré, la ligne B faisant son terminus à la station Champagne TGV, et desservant symboliquement la zone d'activité à venir. Cette dernière station se situe à quelques centaines de mètres de la gare car la solution consistant à gravir la butte artificielle sur laquelle a été bâtie la gare, avant la validation du tracé du tramway, a été jugée trop chère (environ 14 millions d'euros), ce à quoi la construction d'un mail piéton, plus économique, a été préférée. Seules les lignes 12 et 13 peuvent accéder directement en face de la gare, sur la butte.

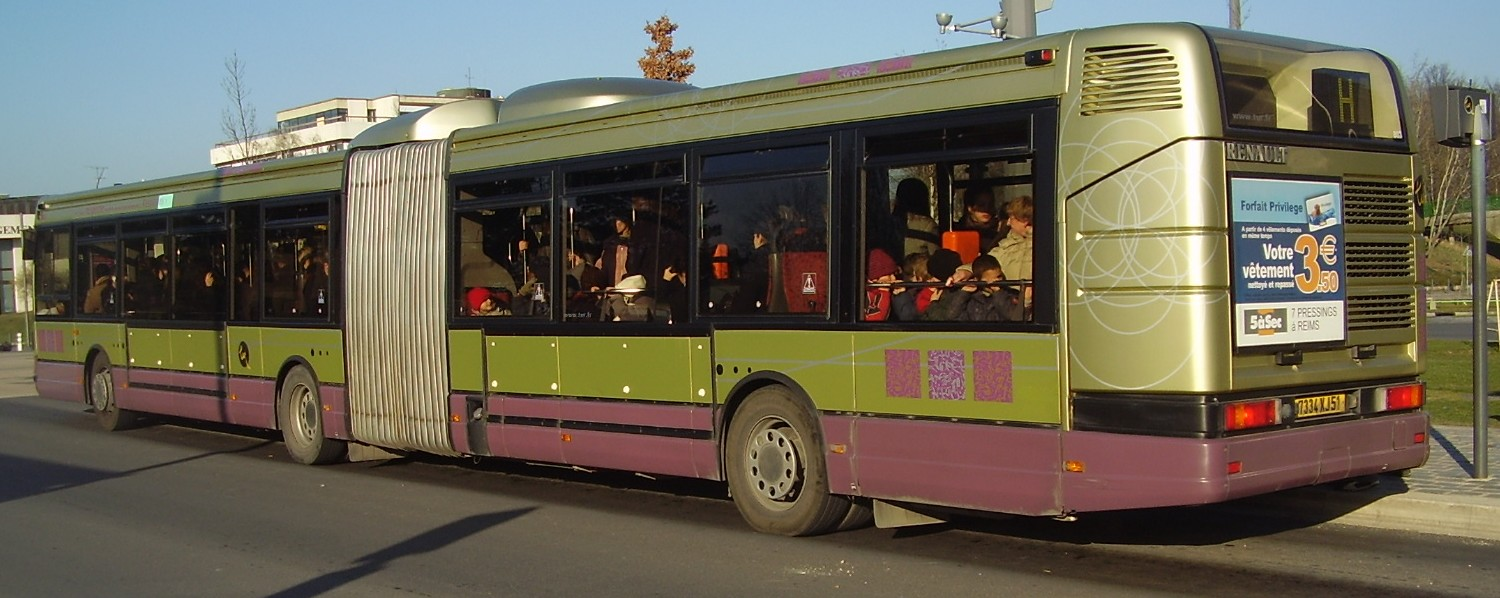
Un Agora L surchargé sur la ligne H.

Les tracés des deux lignes ont été définis selon la fréquentation des lignes de bus. Le tramway remplace notamment la ligne H, connue pour sa saturation, ainsi que les lignes A et C dans le quartier Orgeval. Le remplacement de la ligne H par une ligne à très haute capacité était un enjeu important, car elle était en saturation depuis plusieurs années. Bien que cadencée avec une fréquence de 5 minutes incompressible et exploitée en articulés, elle était malgré ces moyens incapable de soutenir la charge : la plupart des véhicules étaient toujours pleins, et il n'était pas rare d'en voir deux se suivre aux heures de pointe. Les deux lignes traversent l'agglomération à la vitesse commerciale de 20 km/h (vitesse maximale de 80 km/h).
La pertinence de ce tracé lui fait desservir un nombre élevé de 70 500 habitants, plus 26 500 emplois et 15 200 étudiants, pour une fréquentation estimée de 45 000 voyageurs par jour. Le quartier de la Croix-Rouge, avec ses 21 000 habitants et sa cité universitaire (campus Droit, Lettres et Sciences économiques de l'URCA et les deux campus de RMS), représente une forte part de ces utilisateurs.

### La ligne A
- tram    A  : REIMS Neufchâtel ↔ REIMS Hôpital Debré

Longue de 9,05 km et ponctuée de 21 stations, la ligne A part du terminus Neuchâtel situé dans le quartier d'Orgeval pour arriver au terminus Hôpital Debré au sud du quartier de la Croix-Rouge en face du CHU de Reims. La ligne circule de 5h15 à 0h15 avec une rame toutes les 5 à 6 minutes en journée et toutes les 25 minutes en soirée, ce qui représente environ 133 passages par jour.

### La ligne B
- tram   B  : REIMS Neufchatel ↔ BEZANNES Gare Champagne TGV

Longue de 10,35 km et ponctuée de 22 stations, la ligne B part du terminus Neufchatel situé dans le quartier d'Orgeval pour arriver au terminus Gare Champagne TGV situé dans la commune de Bezannes au sud-ouest de Reims et juste devant la gare TGV de Champagne-Ardenne. La ligne circule de 5h46 à 22h12 en semaine, le samedi et en période de petite vacances scolaire elle circule de 05h25 à 22h10 avec une rame toutes les 20 à 24 minutes en journée et selon les horaires des TGV en soirée, ce qui représente environ 43 passages par jour. Enfin, le dimanche et jours fériés elle fonctionne de 06h34 a 21h45 a raison d'un tram toutes les 42 minutes.

### Fréquentation
Un an après sa mise en service, le tramway transporte 42 500 voyageurs par jour en semaine en 2012,.

## Exploitation

### Le consortium

Logo de Mobilité agglomération rémoise

Le tramway rémois a  été construit et est exploité, avec l'ensemble du réseau Citura de Reims Métropole, dans le cadre d'un partenariat public-privé, par le titulaire d'une délégation de service public, le consortium Mobilité agglomération rémoise (MARS).

### Le redéploiement du réseau

Logo du réseau

Dans le contrat de concession, il est précisé que la société concessionnaire a pour objectif d'augmenter significativement la fréquentation du réseau : le nombre de voyages par an devra passer de 30 à 42 millions à terme. Pour cela, et afin d'accompagner la mise en service du tramway, le réseau a été totalement reconfiguré :
- En journée de 5h00 à 20h30 :
  - 7 lignes fortes (Tramway A et B ; Bus 1 à 5),
  - 5 lignes complémentaires (Bus 6 à 10),
  - 4 lignes de rocade (Bus 11 à 14),
  - 6 lignes de desserte locale qui regroupent des lignes de zones industrielles (Bus 16 et 17), scolaires (Bus 15 et 18) et de centre-ville (Citadine 1 et 2).
- En soirée de 20h30 à 0h30 :
  - 7 lignes fortes (tramway A et B ; Bus 1 à 5),
  - 3 lignes complémentaires (bus 7, 9 et 13).

Le réseau de journée a une longueur totale, bus et tramway compris, d'environ 200 km, contre environ 175 km pour le réseau TUR.
En septembre 2013, trois lignes de transport à la demande s'ajoutent au réseau.

## Infrastructure

### Stations

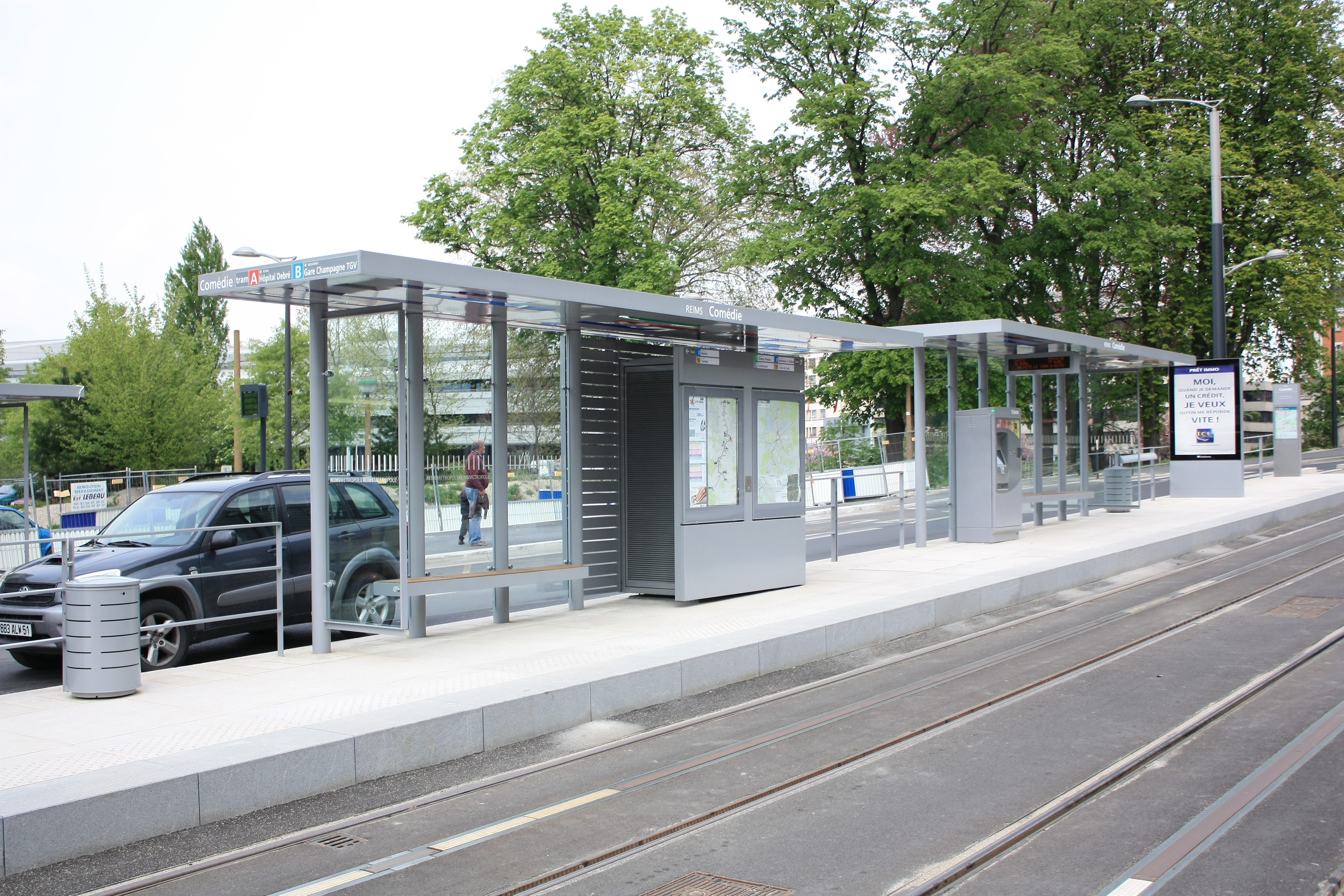
Vue d'ensemble d'une station. (La tête de station la plus proche est hors-champ)

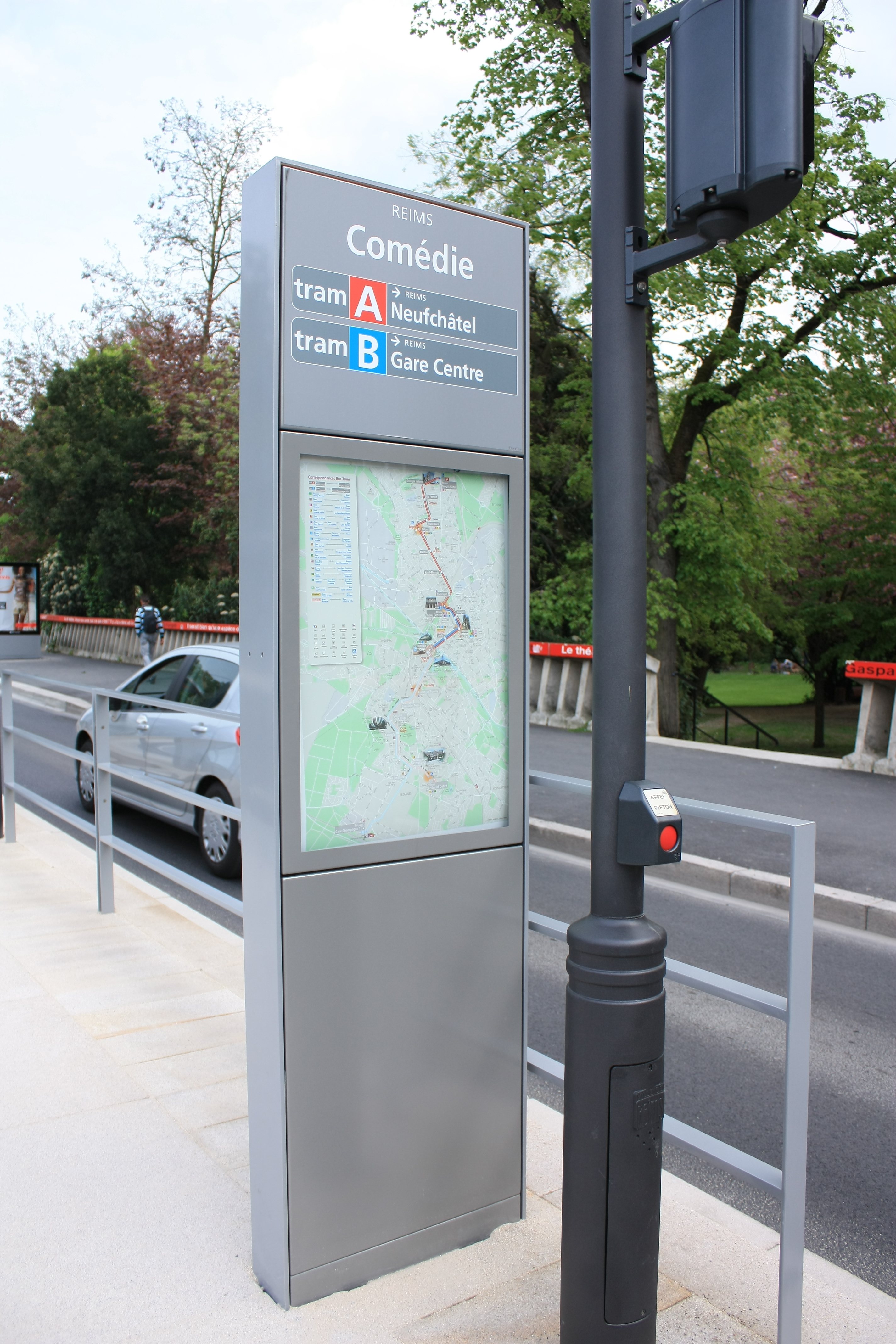
Tête de station.

Les stations du tramway sont composées de deux abris par quai et de deux têtes de quai, ainsi que des panneaux publicitaires. Les abris présentent les informations indispensables pour se déplacer :
- sur le principal meuble, le plan général du réseau, les horaires et le plan de la ligne, la direction à suivre pour rejoindre les arrêts de bus en correspondance,
- un afficheur de temps d'attente,
- un distributeur automatique de titres qui proposent la quasi-totalité des tickets et abonnements du réseau. Les stations Opéra sur les deux quais et Gare centre sur le quai Nord > Sud comportent deux appareils jumelés.

Les têtes de stations reprennent :
- pour l'usager accédant au quai, le plan de la ligne, où les stations desservies par le quai en question sont mises en valeur, et le nom de la station et les lignes tramway la desservant,
- pour l'usager quittant le quai, le plan du quartier (orienté selon la position de l'usager) avec l'emplacement des arrêts de bus en correspondance, ainsi que la direction à suivre pour rejoindre celles-ci et les principaux lieux d'intérêt à proximité.

Le mobilier est conçu par Sovann Kim, fabriquées par l'entreprise ardennaise Arcomat et entretenues par Clear Channel. Ce nouveau mobilier a été conçu dans une recherche de sobriété (couleur grise et formes simples), en s'inspirant des thèmes des vitraux de Notre-Dame (inclusion de bandes colorées éclairées par des diodes) et viticoles (colonnes de soutien rondes et rapprochées, rappelant les pieds de vigne). Les quais ont une longueur d'environ 45 mètres au cas où les rames  sont rallongées de 32 à 43 mètres de long.

### Changements de noms
- 19 juin 2015 : la station Danton est renommée Danton-Rauseo en mémoire de Luciano Rauseo, ouvrier décédé à proximité sur le chantier en 2008[8].
- 8 octobre 2016 : la station Boulingrin est renommée Schneiter, du nom de Jean-Louis Schneiter, ancien maire de Reims ayant lancé le projet du tramway, décédé le 7 septembre 2016. Il donne également son nom aux Hautes Promenades à proximité desquelles la station se trouve[9].

### Dépôt
Le centre de maintenance du tramway se situe dans la ZAC de Bezannes, à proximité de la gare TGV sur le tracé de la ligne Tram B, près de la station Léon Blum et de la ligne 11. Inauguré en mars 2010, conçu par l'agence d'architecture Dubus_Richez, il offre une surface de 9 500 m2, sur un terrain de 54 600 m2 et a coûté 25 000 000 €. Il permet de remiser et d'entretenir les 18 rames du tramway de Reims et accueille un parking de remisage, annexe du dépôt Colbert, pour une cinquantaine de bus. Il accueille le poste de commande centralisé du réseau bus et tramway. La configuration du dépôt permet d'envisager l'exploitation d'une troisième ligne et des rames supplémentaires qu'elle nécessitera sans modifications majeures.

## Matériel roulant

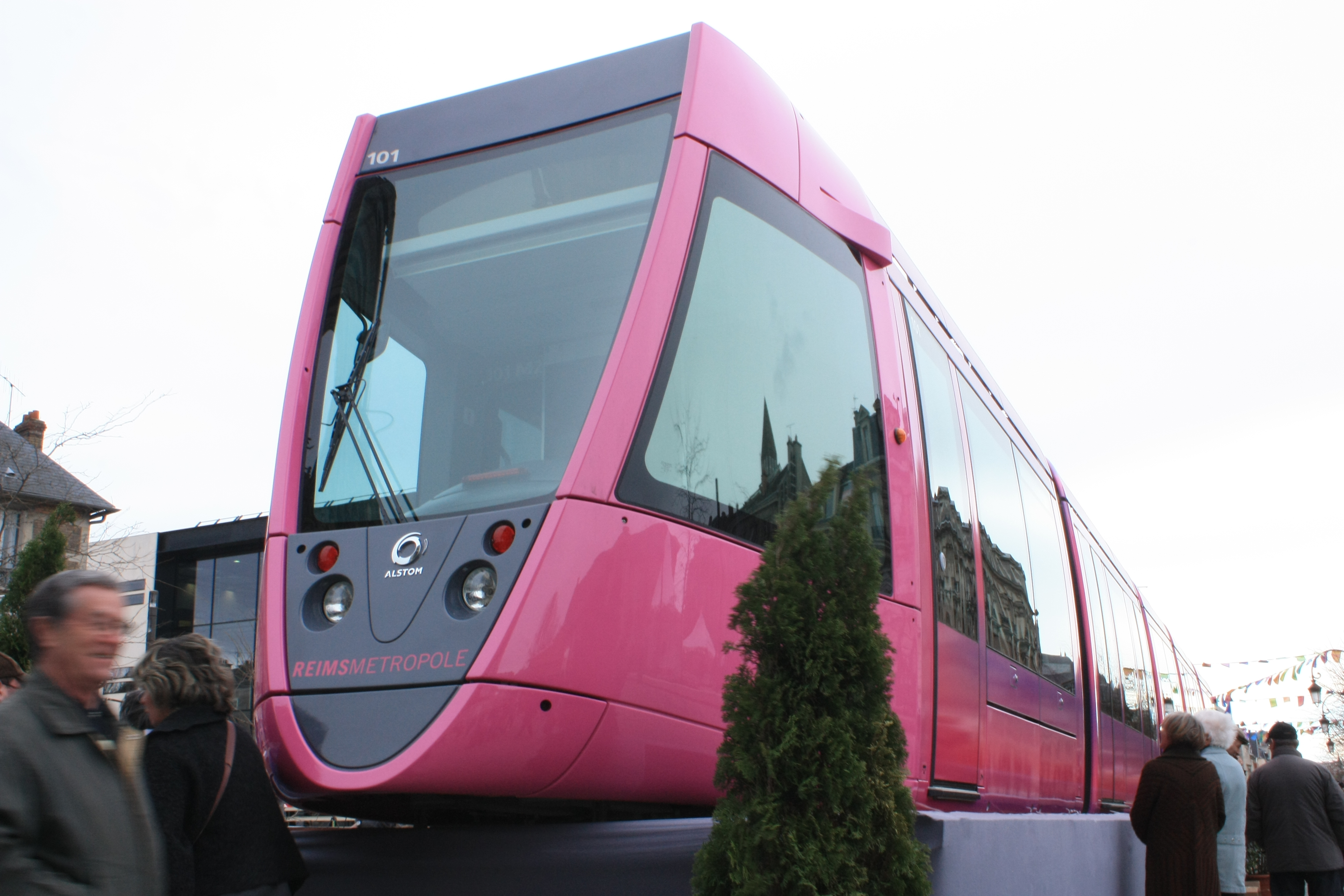
Présentation de la rame 101

Le matériel retenu est le Citadis 302 d'Alstom (5 caisses, longueur 32,40 mètres, largeur standard 2,40 m, plancher 100 % plat, 206 places dont 48+6 assises, puissance 480 kW). Les rames sont également compatibles avec l'APS (alimentation par le sol), qui est mise en place sur une distance d'environ 2 kilomètres en centre-ville entre les stations Schneiter et Comédie.
La face avant, nommée Évolution et conçue par le cabinet MBD Design, a été choisie par la population par vote en janvier 2007 pour l'analogie avec une flute à Champagne, et pour son intégration à la livrée. Celle-ci, conçue par le célèbre designer Ruedi Baur, consiste à associer 15 des 18 rames à l'une des 8 couleurs pastel retenues (les trois autres seront destinées à recevoir des livrées publicitaires).
En complément, les bus, au nombre de 150 environ, verront leur accessibilité accrue grâce notamment à des palettes rétractables pour les personnes à mobilité réduite. Ceux qui circulaient sur les lignes remplacées par le tramway seront pour la plupart redéployés sur les autres lignes du réseau, permettant ainsi un renforcement des dessertes notamment au départ des communes de l'agglomération. La plupart ont été repeints aux nouvelles couleurs depuis septembre 2010, sauf 15 également destinés à la publicité (les R312, PR118 et PR180.2 ainsi que certains Agora S €2 ne sont pas concernés).
| No  | Accessibilité aux personnes handicapées | Modèle                 | État       | Mise en service | Livrée                            |
| --- | --------------------------------------- | ---------------------- | ---------- | --------------- | --------------------------------- |
| 101 | Accessible aux personnes handicapées    | Alstom Citadis TGA 302 | En service | 16/04/2011      | CITURA Fuchsia                    |
| 102 | Accessible aux personnes handicapées    | Alstom Citadis TGA 302 | En service | 16/04/2011      | CITURA Fuchsia                    |
| 103 | Accessible aux personnes handicapées    | Alstom Citadis TGA 302 | En service | 16/04/2011      | CITURA Lavande                    |
| 104 | Accessible aux personnes handicapées    | Alstom Citadis TGA 302 | En service | 16/04/2011      | CITURA Lavande                    |
| 105 | Accessible aux personnes handicapées    | Alstom Citadis TGA 302 | En service | 16/04/2011      | CITURA Azur                       |
| 106 | Accessible aux personnes handicapées    | Alstom Citadis TGA 302 | En service | 16/04/2011      | CITURA Azur                       |
| 107 | Accessible aux personnes handicapées    | Alstom Citadis TGA 302 | En service | 16/04/2011      | CITURA Pistache                   |
| 108 | Accessible aux personnes handicapées    | Alstom Citadis TGA 302 | En service | 16/04/2011      | CITURA Pistache                   |
| 109 | Accessible aux personnes handicapées    | Alstom Citadis TGA 302 | En service | 16/04/2011      | CITURA Mandarine                  |
| 110 | Accessible aux personnes handicapées    | Alstom Citadis TGA 302 | En service | 16/04/2011      | CITURA Mandarine                  |
| 111 | Accessible aux personnes handicapées    | Alstom Citadis TGA 302 | En service | 16/04/2011      | CITURA Écarlate                   |
| 112 | Accessible aux personnes handicapées    | Alstom Citadis TGA 302 | En service | 16/04/2011      | CITURA Écarlate                   |
| 113 | Accessible aux personnes handicapées    | Alstom Citadis TGA 302 | En service | 16/04/2011      | CITURA Turquoise                  |
| 114 | Accessible aux personnes handicapées    | Alstom Citadis TGA 302 | En service | 16/04/2011      | CITURA Turquoise                  |
| 115 | Accessible aux personnes handicapées    | Alstom Citadis TGA 302 | En service | 16/04/2011      | CITURA Citron                     |
| 116 | Accessible aux personnes handicapées    | Alstom Citadis TGA 302 | En service | 16/04/2011      | CITURA Neutre (Gris) pelliculable |
| 117 | Accessible aux personnes handicapées    | Alstom Citadis TGA 302 | En service | 16/04/2011      | CITURA Neutre (Gris) pelliculable |
| 118 | Accessible aux personnes handicapées    | Alstom Citadis TGA 302 | En service | 16/04/2011      | CITURA Neutre (Gris) pelliculable |

La palette de couleurs
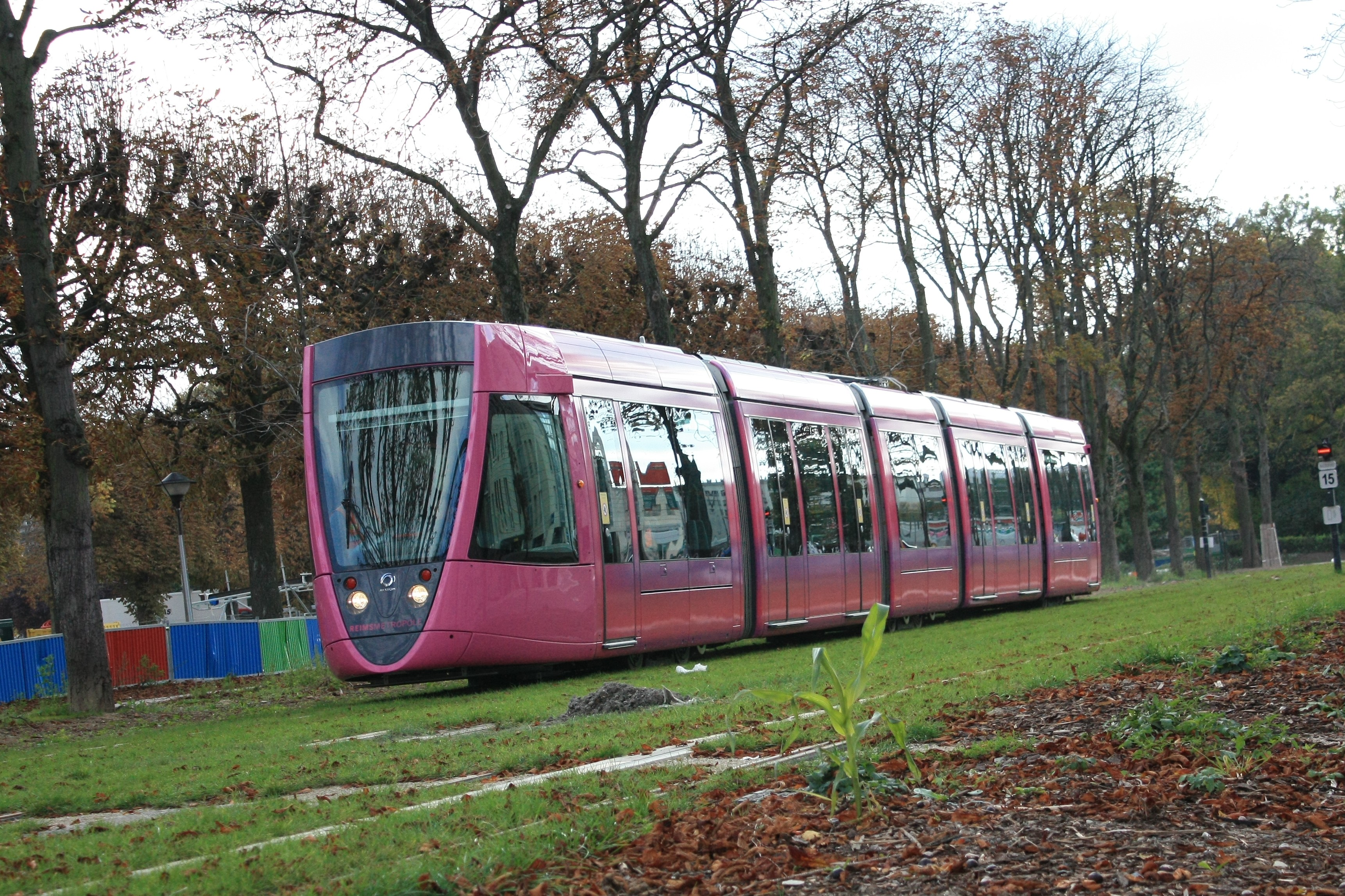
Fuchsia
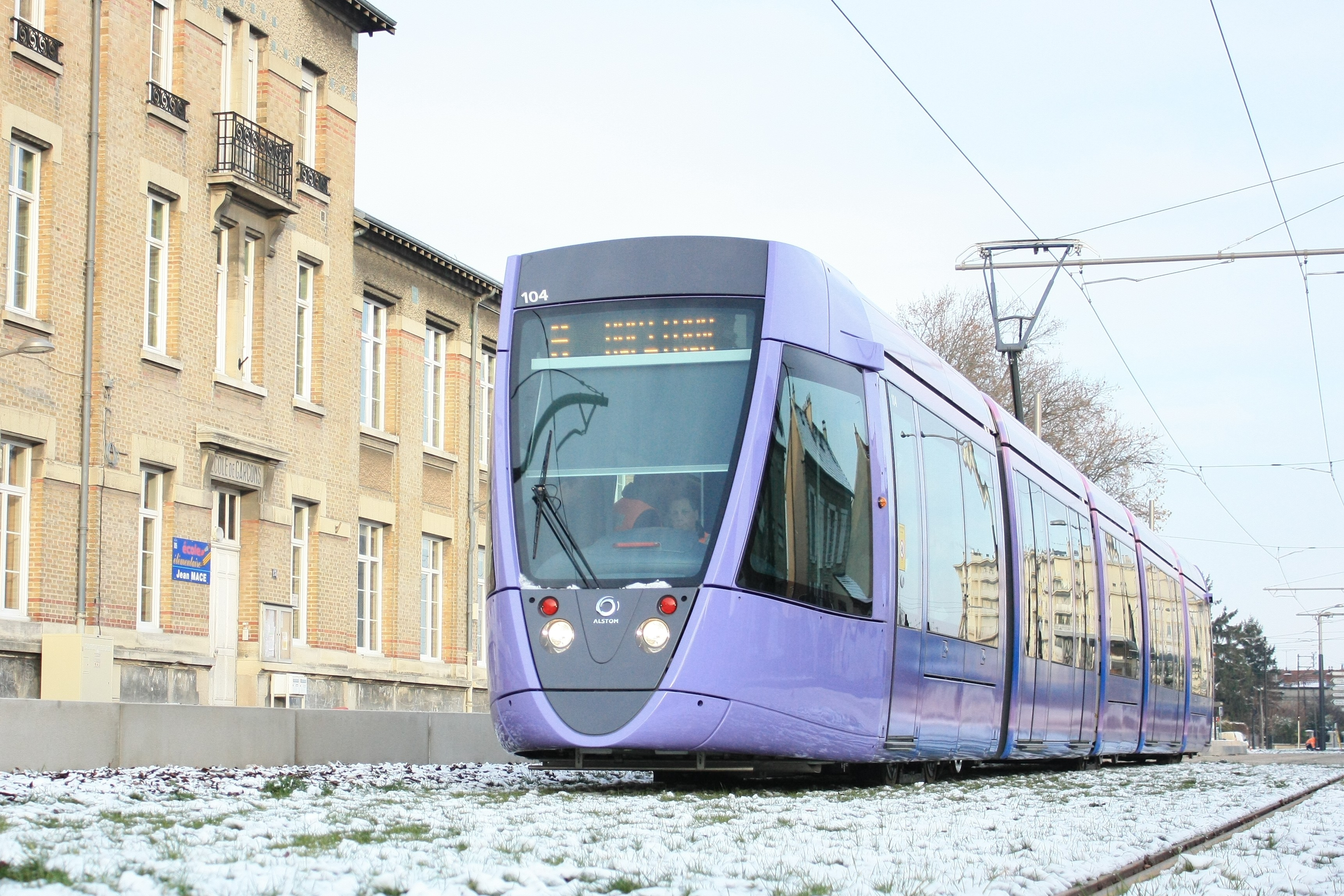
Lavande
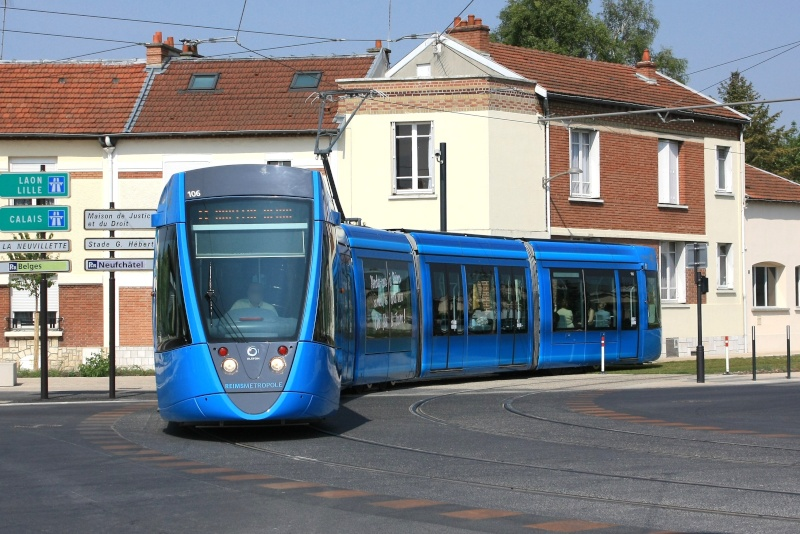
Azur
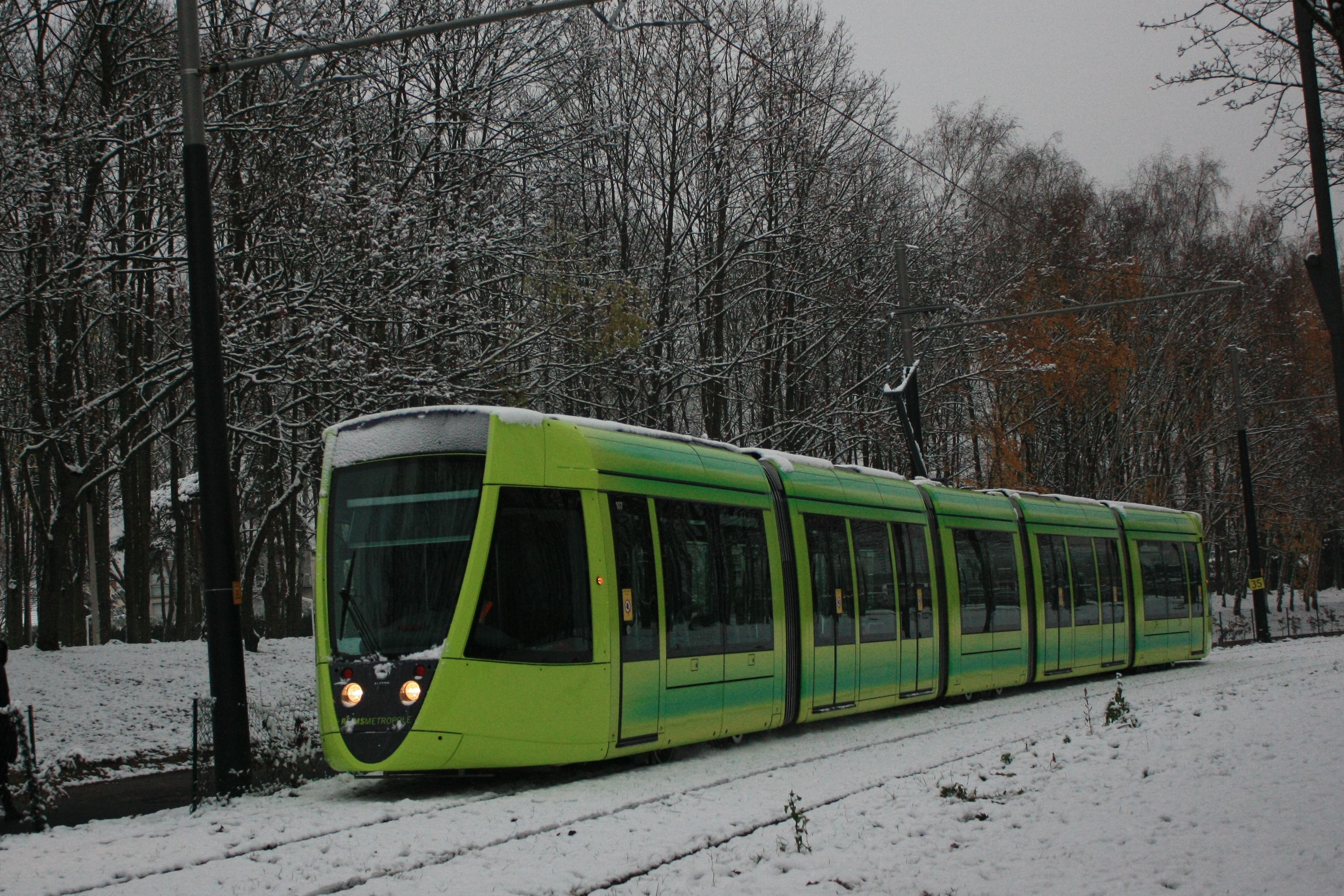
Pistache
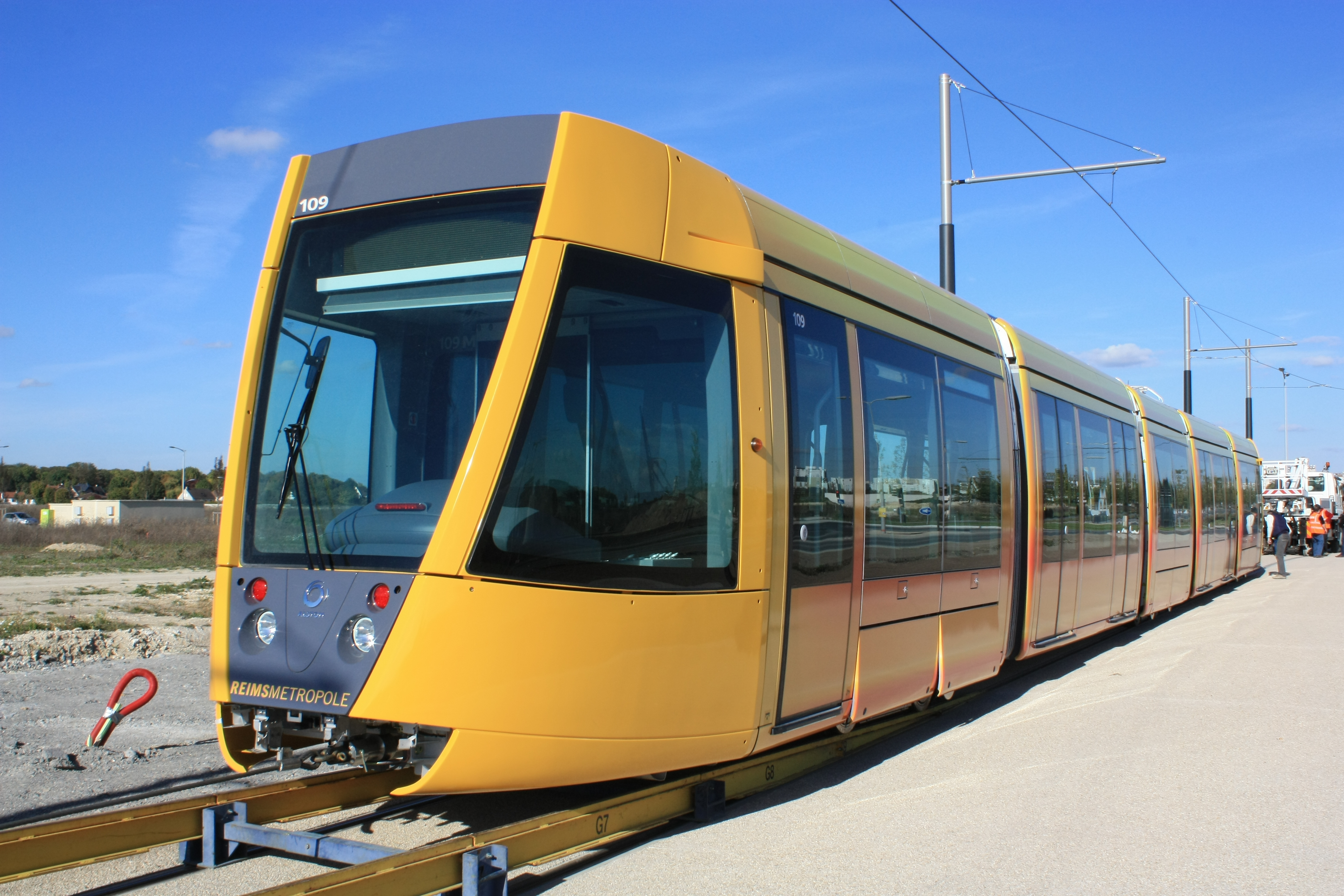
Mandarine
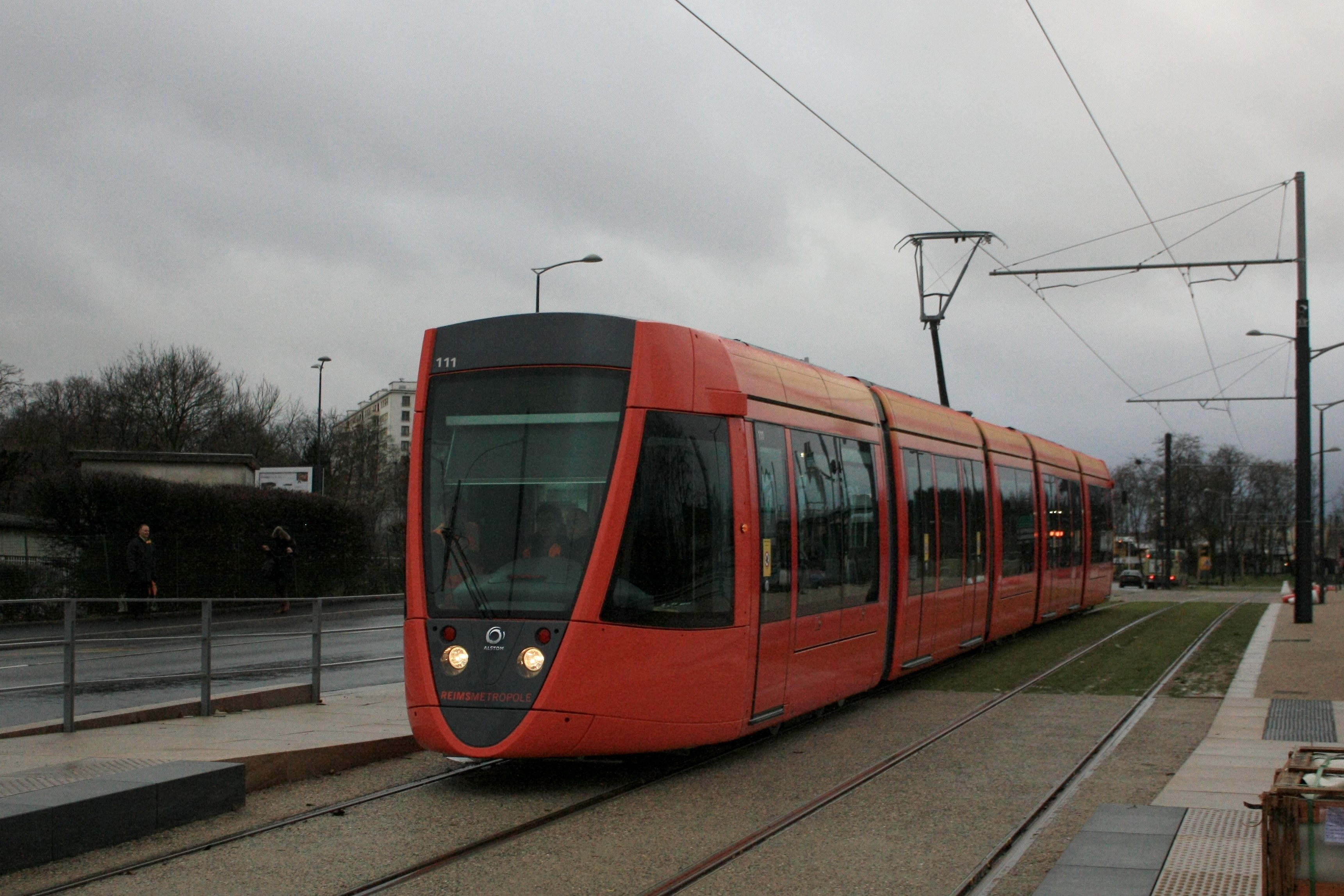
Écarlate
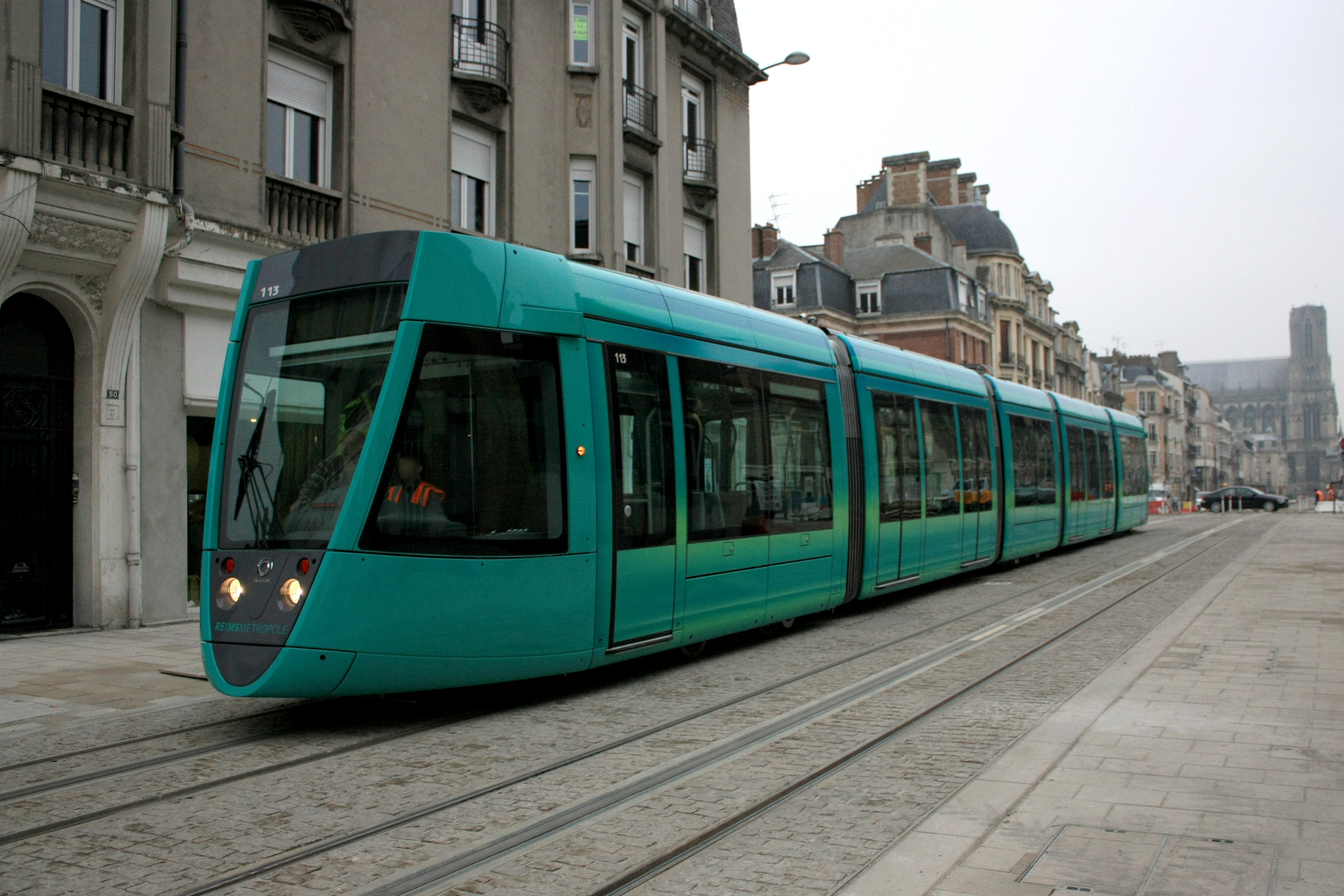
Turquoise
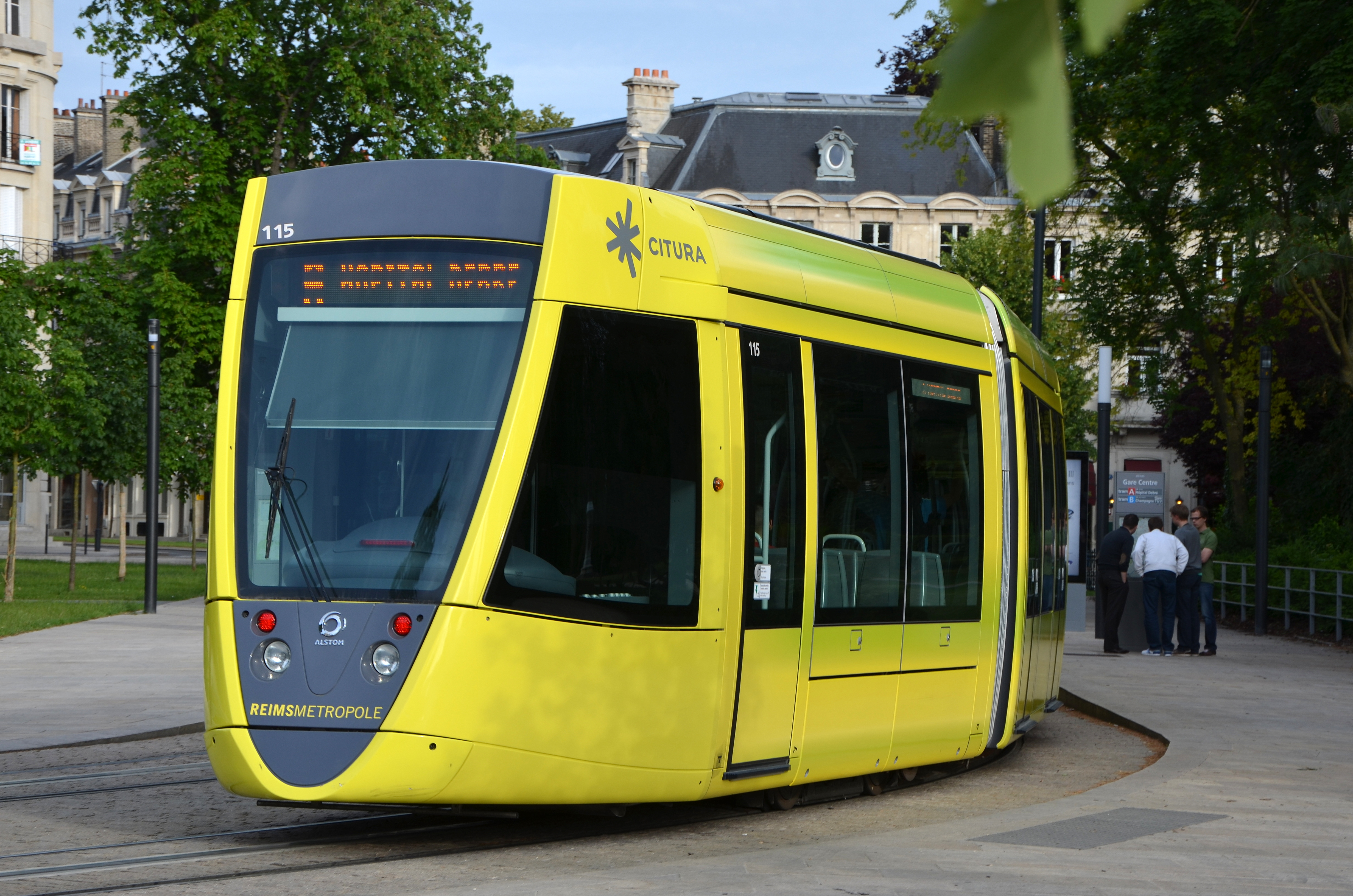
Citron
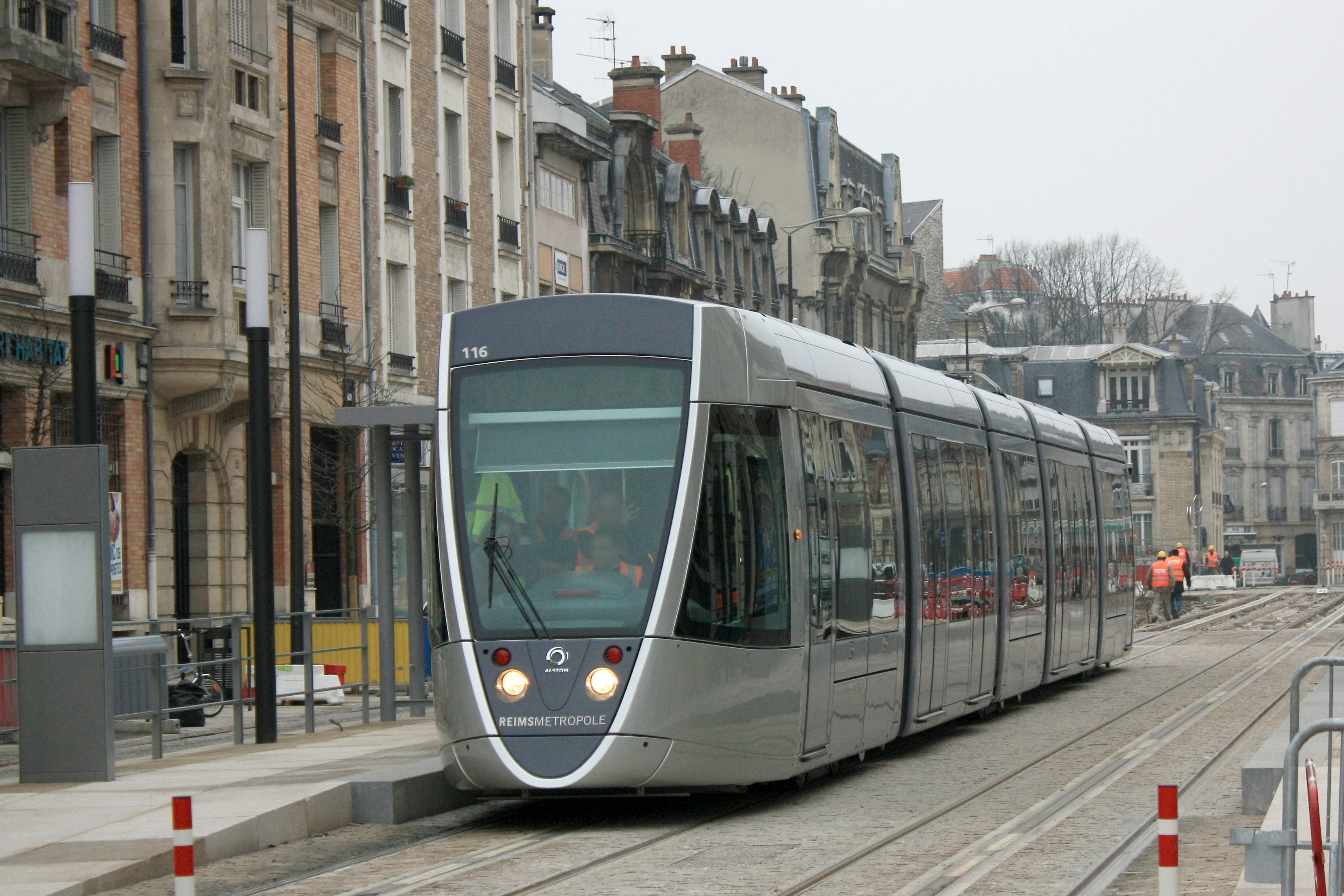
Gris
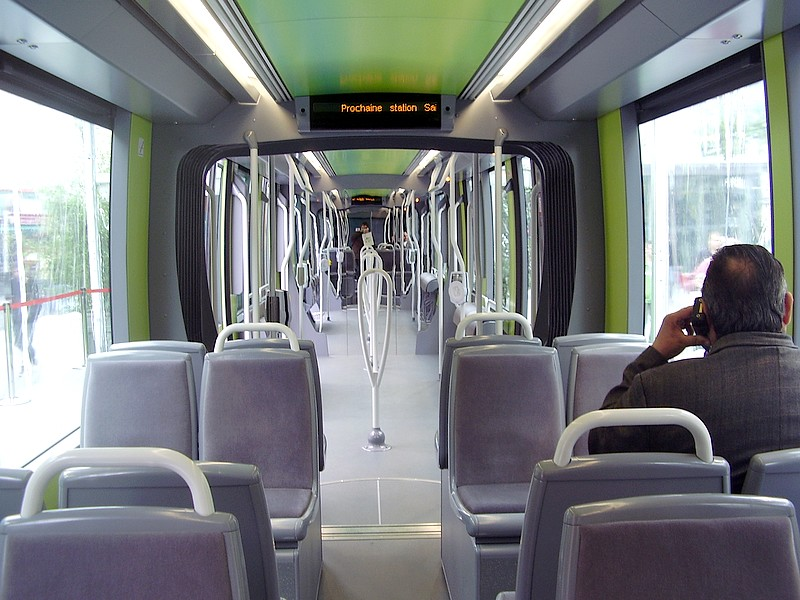
L'intérieur (Maquette Pistache
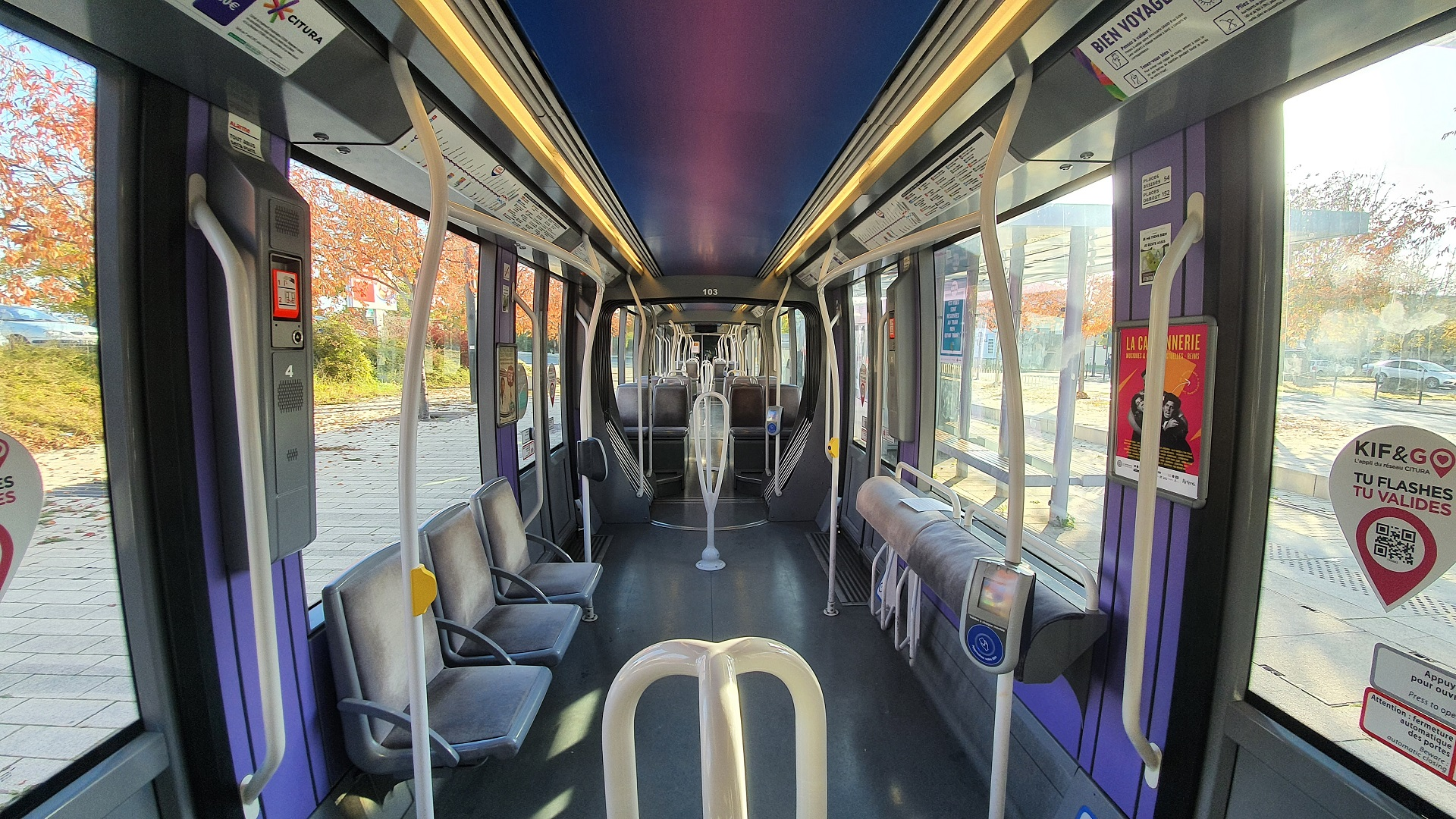
L'intérieur (version Lavande)

## Tarification et financement

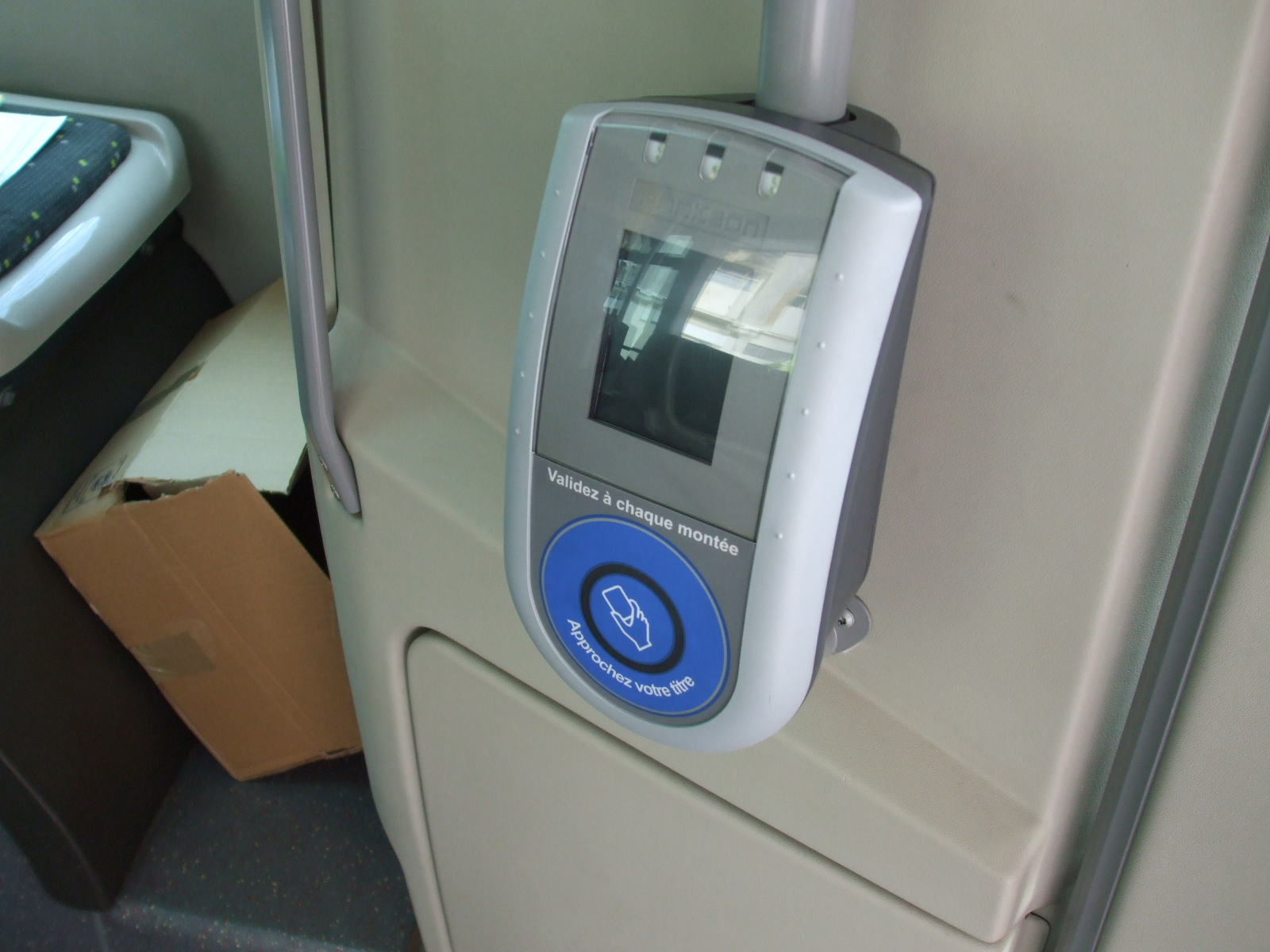
Valideur de titre sans contact - Axio Parkeon

Les tramways et bus exploités par Transdev Reims sont accessibles avec les mêmes abonnements.
Un ticket avec correspondances illimités sur tout le réseau pendant 1 heure coûte 1,45 €, (carnet de 2 tickets à 2,55 €), (carnet de 10 tickets à 12,35 €). Les parkings relais sont accessibles avec n'importe quel titre (sauf abonnements Junior/Jilli et abonnements solidaires). Le ticket valable sur tout le réseau pour une journée et un nombre de voyages illimité revient à 3,85 €. Le ticket groupe journée pour 7 personnes maximum revient à 5,45 € et à 27,00 € pour 40 personnes maximum. Il existe la gamme habituelle de tarif réduit pour les étudiants, plus de 65 ans, invalides. Les titres occasionnels sont proposés sur le Ticket rechargeable qui coûte 0,15 € à l'achat et qui peut se recharger jusqu'à 4 fois, la carte Grand R, carte personnalisée et rechargeable est proposée comme support obligatoire pour les abonnements. Cette carte est valable 4 ans et coûte 5 € à l'achat. Les titres occasionnels et abonnements peuvent être achetés dans des distributeurs automatiques présents dans les stations.
(Tarifs au 1er août 2014)
Le financement du fonctionnement de la ligne, entretien, matériel et charges de personnel, est assuré par l'exploitant, la société Transdev Reims pour 33 ans.

## Chronologie du projet

### Préparation du projet

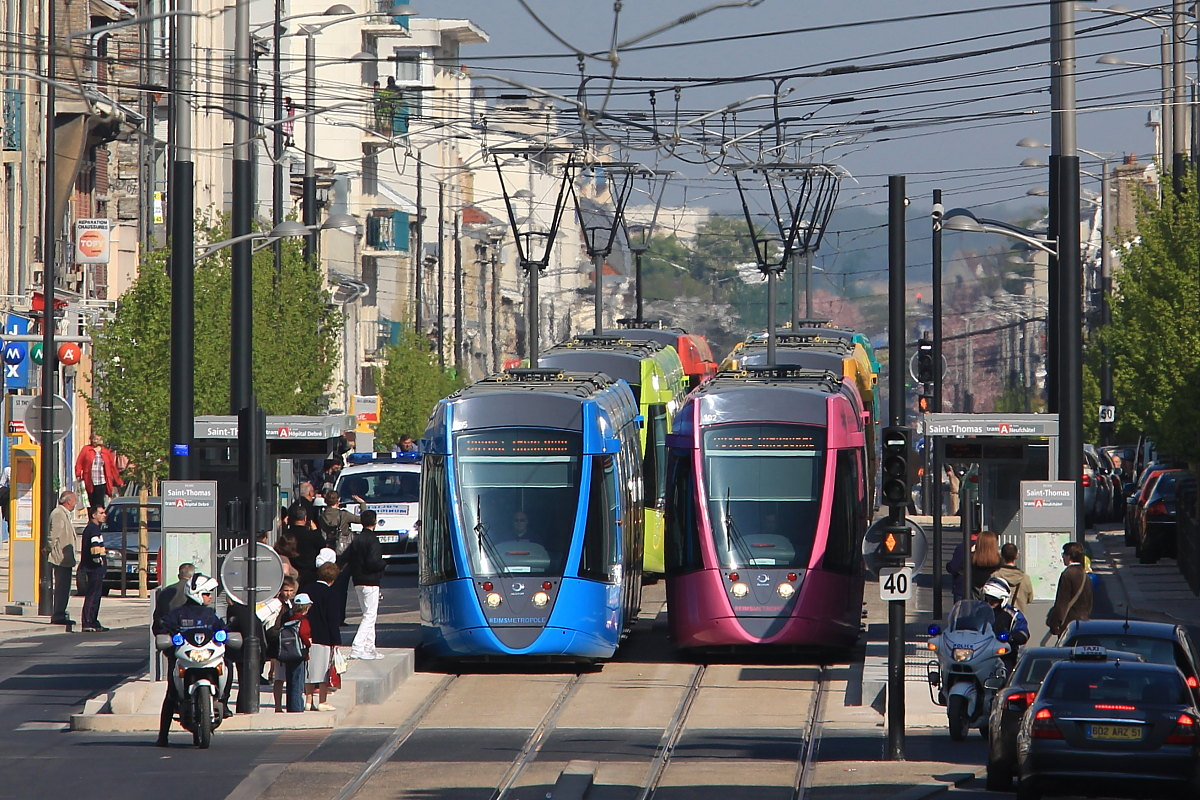
Image unique : six tramways circulent parallèles deux à deux sur l'avenue de Laon, le jour de l'inauguration, avec les officiels et les invités à l'intérieur.

Les études d'avant-projet pour un TCSP par Egis Rail - Dubus_Richez ont été remises en septembre 2003, suivies de décembre 2003 à janvier 2005 de la consultation de la population. Durant les 15 et 16 octobre 2004, ont eu lieu des « Rencontres du tram ».
Le vote du conseil municipal pour le projet s'est déroulé le 28 février 2005. L'appel à candidatures pour le marché public a été lancé le 15 juin 2005, suivi le 12 juillet 2005 par la remise du cahier des charges aux candidats. Le choix de la livrée des véhicules a eu lieu en septembre 2005. Une subvention de 5 millions d'euros par l'État a été allouée le 14 octobre 2005, la remise des dossiers de candidature s'est déroulée le 25 janvier 2006.
La consultation sur le prolongement vers la gare de Champagne-Ardenne TGV s'est déroulée aux mois de mai et juin 2006. Le budget destiné au projet, s'élevant à 75 millions d'euros, devant être financé par le versement transport a été voté le 10 juillet 2006, suivit deux jours plus tard par le choix du groupement concessionnaire.
Une enquête sur les déplacements des ménages a été réalisée en septembre et octobre 2006, la signature de contrat de concession a eu lieu le 10 octobre.

### Fouilles archéologiques
Le début de l'étude des lieux devant faire l'objet de fouilles archéologiques, imposées par le code du patrimoine et commandées par MARS en qualité de maître d'ouvrage, a eu lieu le 3 avril 2006, sur le site du centre de maintenance. Sur les bases d'un arrêté préfectoral de mars 2007, MARS a confié à l'INRAP la conduite de ces fouilles sur certains sites prescrits par l'arrêté préfectoral.
En centre-ville, elles ont débuté en juillet 2007 sur le cours Langlet, où elles ont permis de mettre en évidence des bassins art déco et des vestiges médiévaux. À l'automne, les fouilles ont porté sur l'avenue de Laon, l'une des principales artères de la ville antique, et ont notamment permis de découvrir que les enceintes romaines de la ville étaient bien plus loin que l'on n'imaginait, au niveau de la rue Danton.
Début 2008, les chercheurs ont enchaîné avec la place Myron-Herrick, où les archéologues ont recherché, du 8 janvier au 27 février 2008, une des quatre portes romaines de la ville antique, dont la porte Mars est la seule encore debout. À partir du printemps 2008, les fouilles ont porté sur les Promenades puis, à l'automne, au niveau du futur parvis de la gare, dont les travaux de déviation de réseaux ont débuté vers novembre.

### Premières réactions et consultations
Le tribunal administratif de Châlons-en-Champagne rejette le premier des trois recours de l'association Politique Alternative et Concertée des Transports (les deux autres ne sont pas encore jugés), et désigne un expert à la suite de celui déposé par le groupement candidat perdant FLUO (Keolis - Bombardier - Spie) le 11 décembre 2006.
La face avant des véhicules a été choisie en janvier 2007. L'enquête publique s'est déroulée du 18 juin 2007 au 27 juillet 2007, suivie du 19 septembre 2007 au 29 septembre 2007 par la présentation au public de la maquette échelle 1.
L'enquête publique sur la révision du PDU puis la remise de l'avis de la commission d'enquête publique au préfet s'est déroulée en octobre 2007. Le conseil municipal a approuvé le projet d'insertion urbaine et du transfert de terrains des municipalités à la communauté d'agglomération et de leur utilisation par MARS le 17 décembre 2007. Trois jours plus tard, le 20 décembre, MARS reçoit un avis favorable du préfet et de la Commission d'enquête publique, avec réserves, parmi lesquelles la réalisation de la station Kennedy dès l'origine.

### Les tournants décisifs
MARS reprend l'exploitation du réseau des transports urbains (via Transdev Reims) le 1er janvier 2008. Le 8 janvier, le conseil municipal lève toutes les réserves et retient toutes les recommandations formulées par le Préfet. La déclaration d'utilité publique (DUP) a été signée par le préfet le 12 février 2008, mais cela a été révélé le 5 mars seulement. La DUP a été publiée le 18 mars 2008, permettant la validation officielle du projet et permet le début des travaux.

### Coup d'envoi sur le terrain
Les travaux ont commencé le 31 mars 2008 par la libération des emprises suivie le 19 mai 2008 par le début des déviations de réseaux ; le génie civil au niveau de Bezannes a débuté en juillet 2008 et en ville, au mois de septembre sur la Chaussée Bocquaine. Le plan de circulation unique pour toute la durée des travaux, après le début de la construction de la plateforme tramway, a été mise en place le 27 octobre 2008.
La construction de la trémie routière sous le parvis de la gare de Reims a commencé en janvier 2009, tandis qu'en février a débuté la pose du multitubulaire sur la plateforme, elle-même suivie en mars par le début de la pose des rails, la cérémonie de la première soudure de rails ayant eu lieu le 16 mai 2009.

Les principales phases de travaux en images
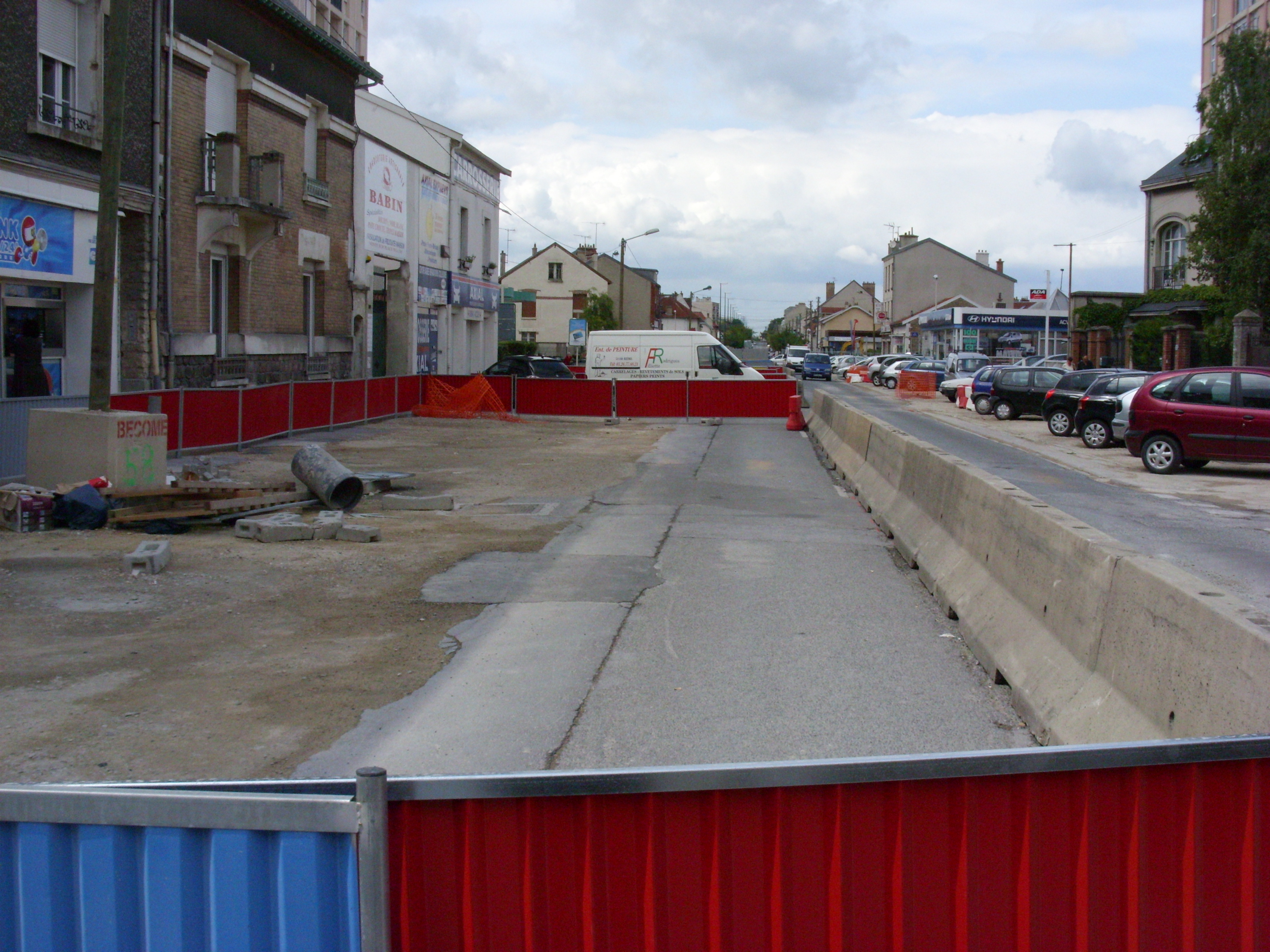
Libération des emprises.
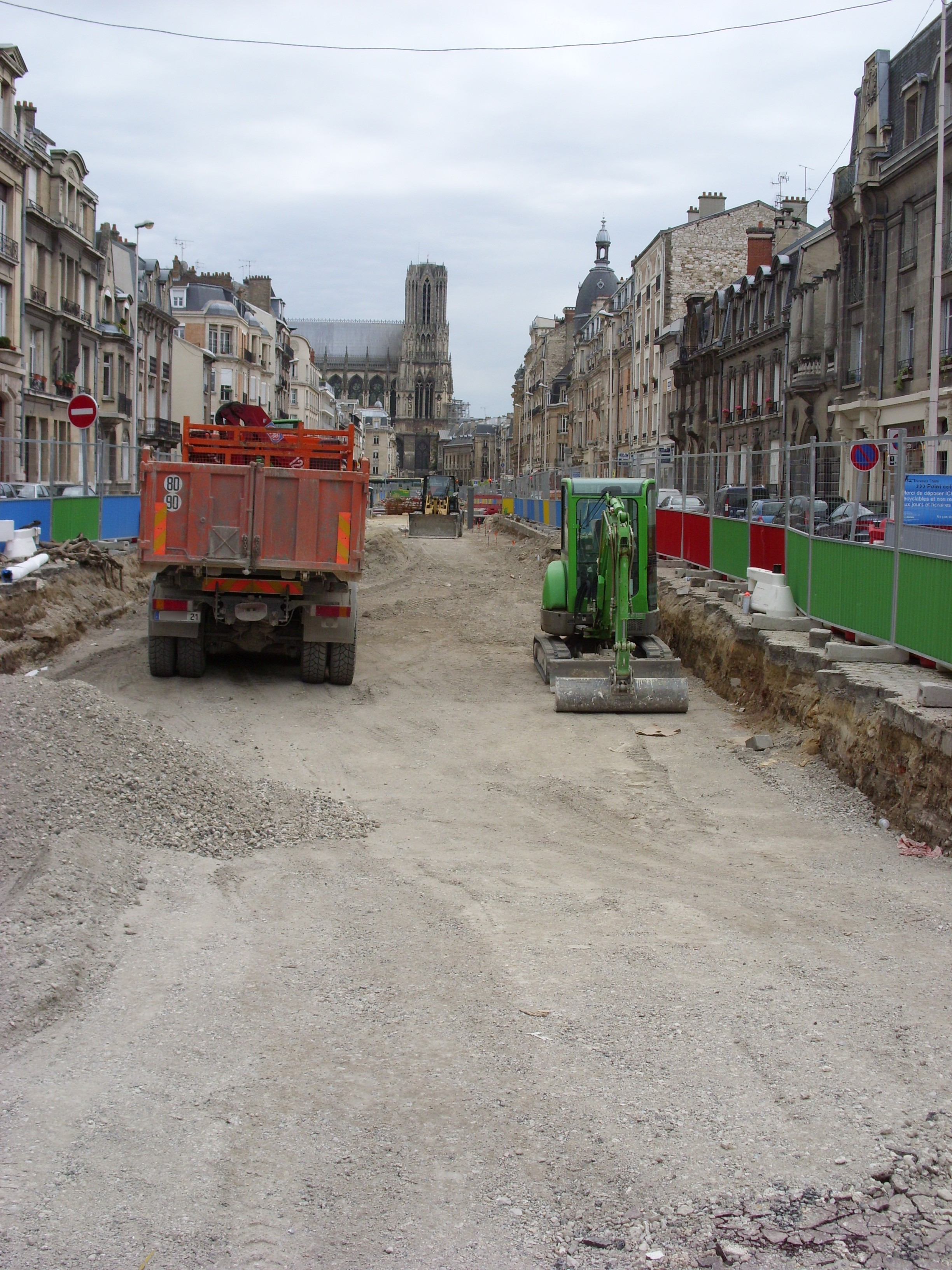
Excavation des voiries.
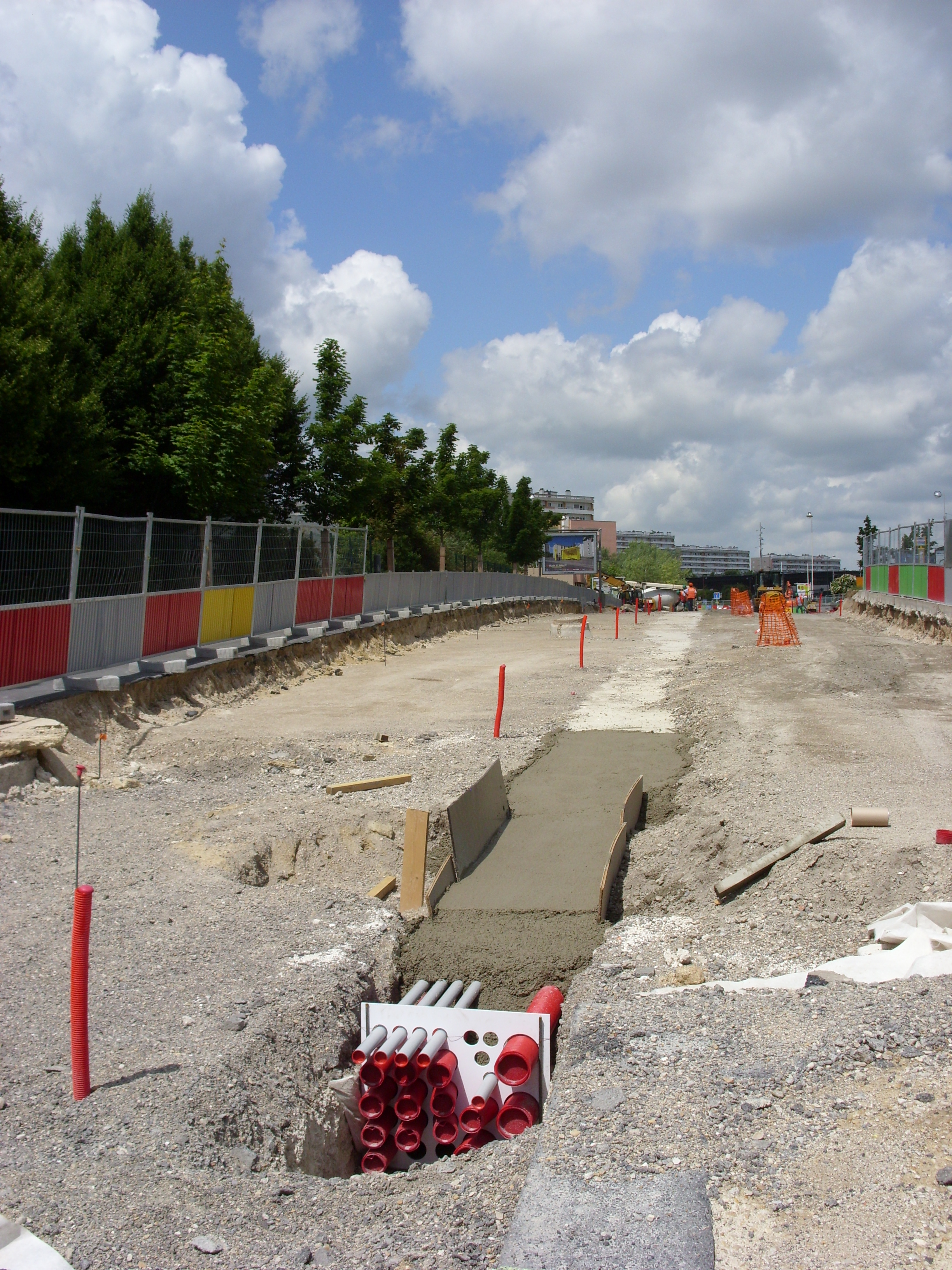
Terrassements et balisages.
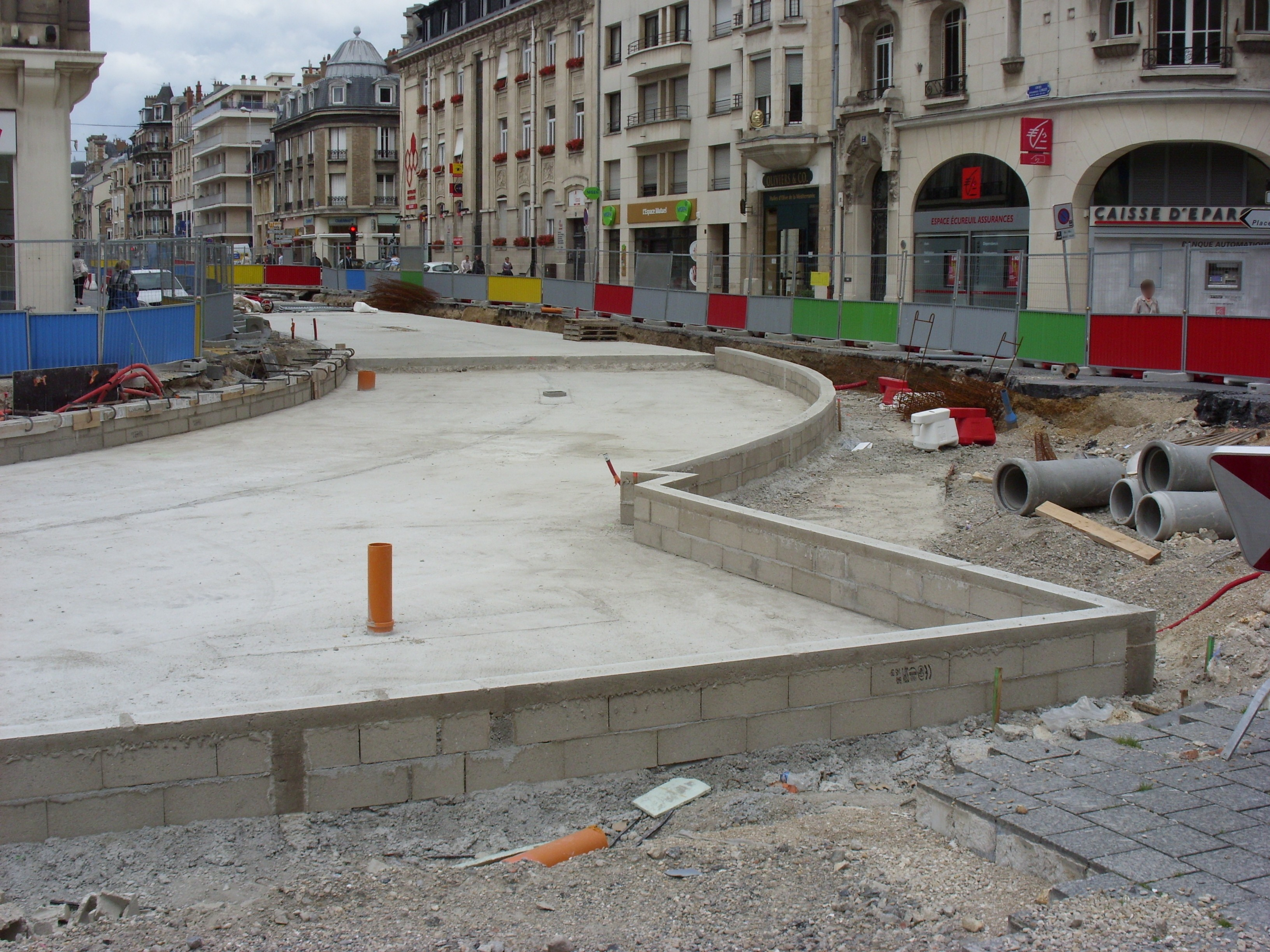
Coulage de la dalle béton (inférieure).
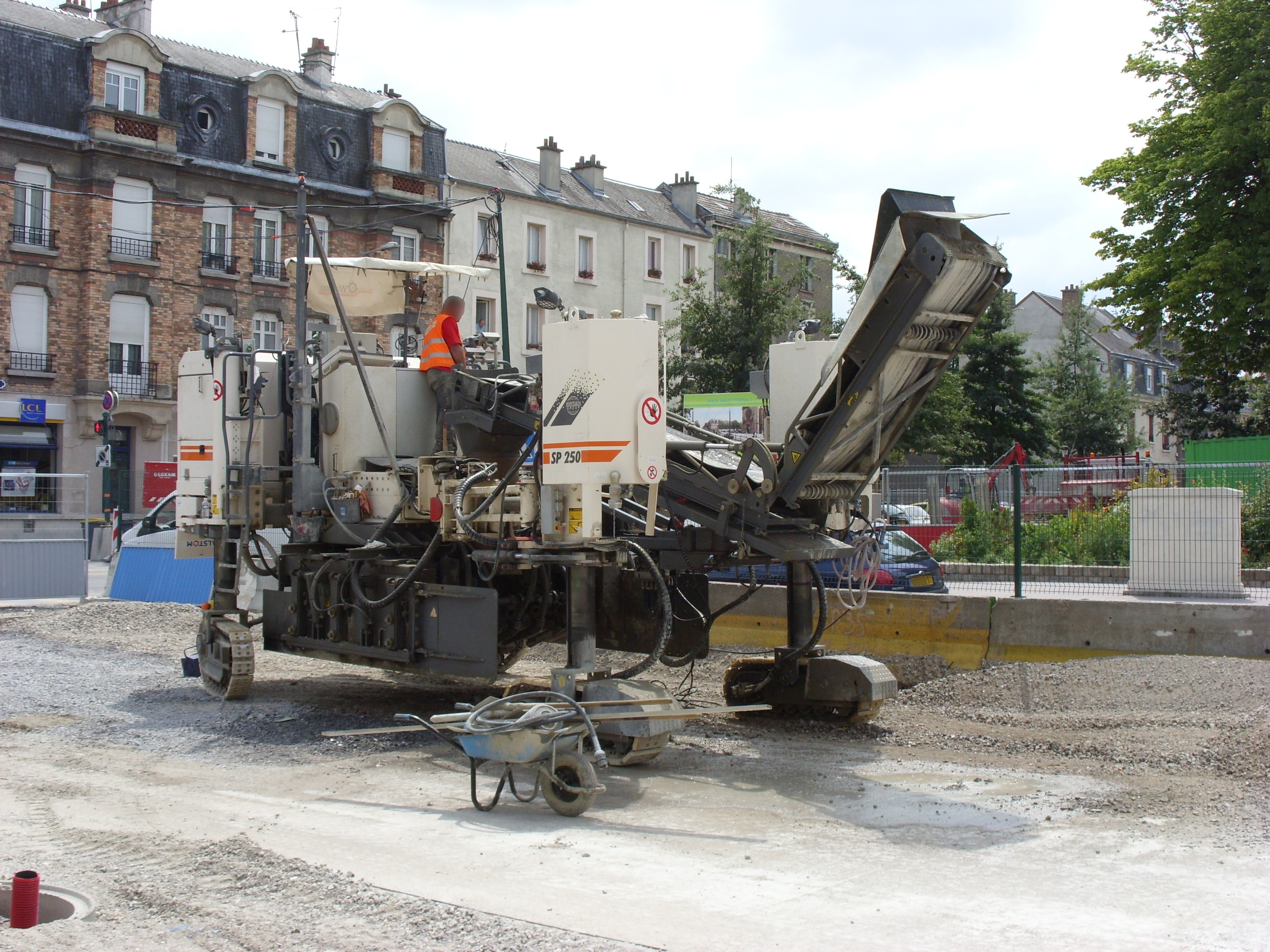
Machine Appitrack à couler la plateforme béton.
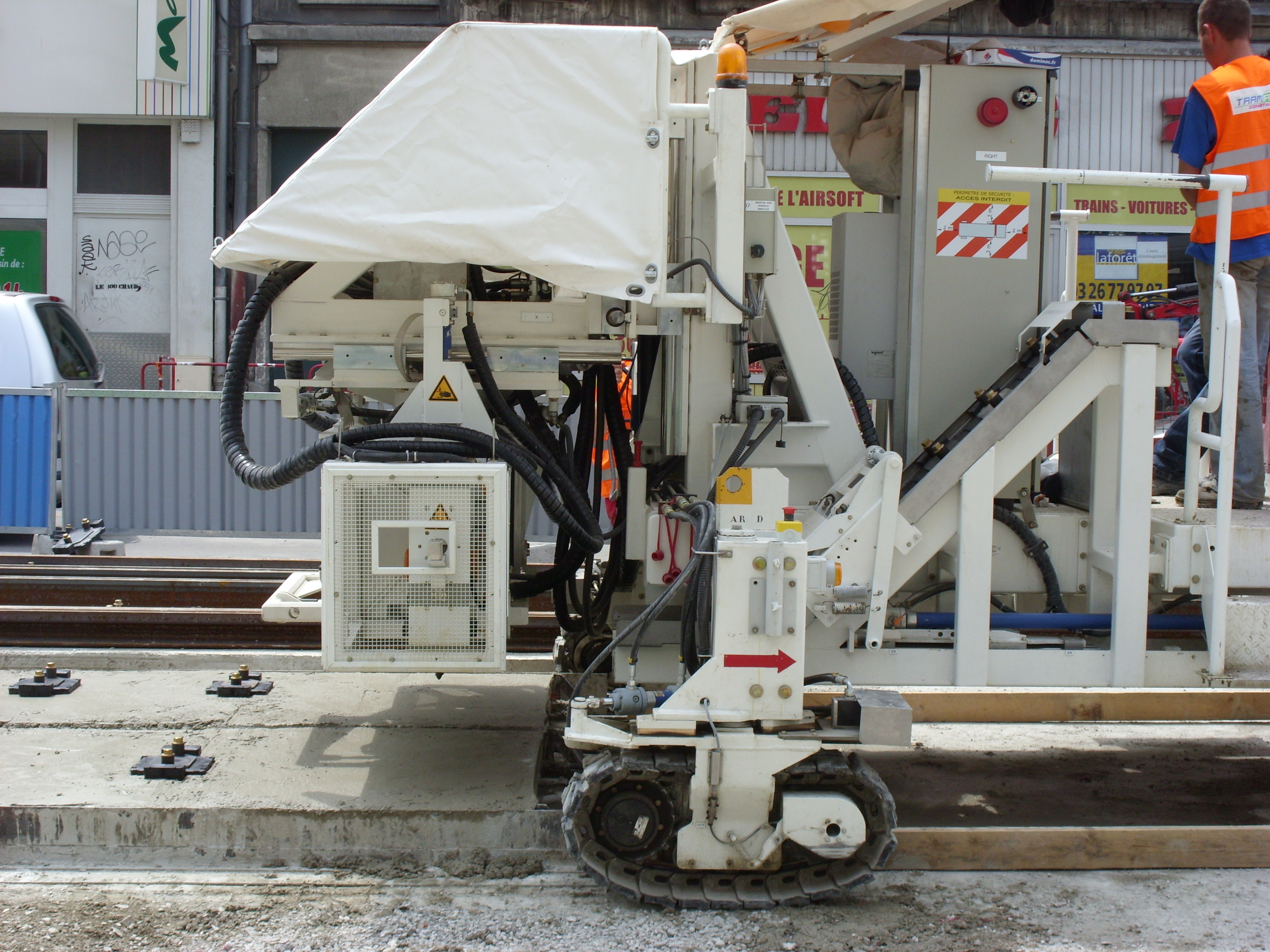
Machine Appitrack déposant les supports de rail.
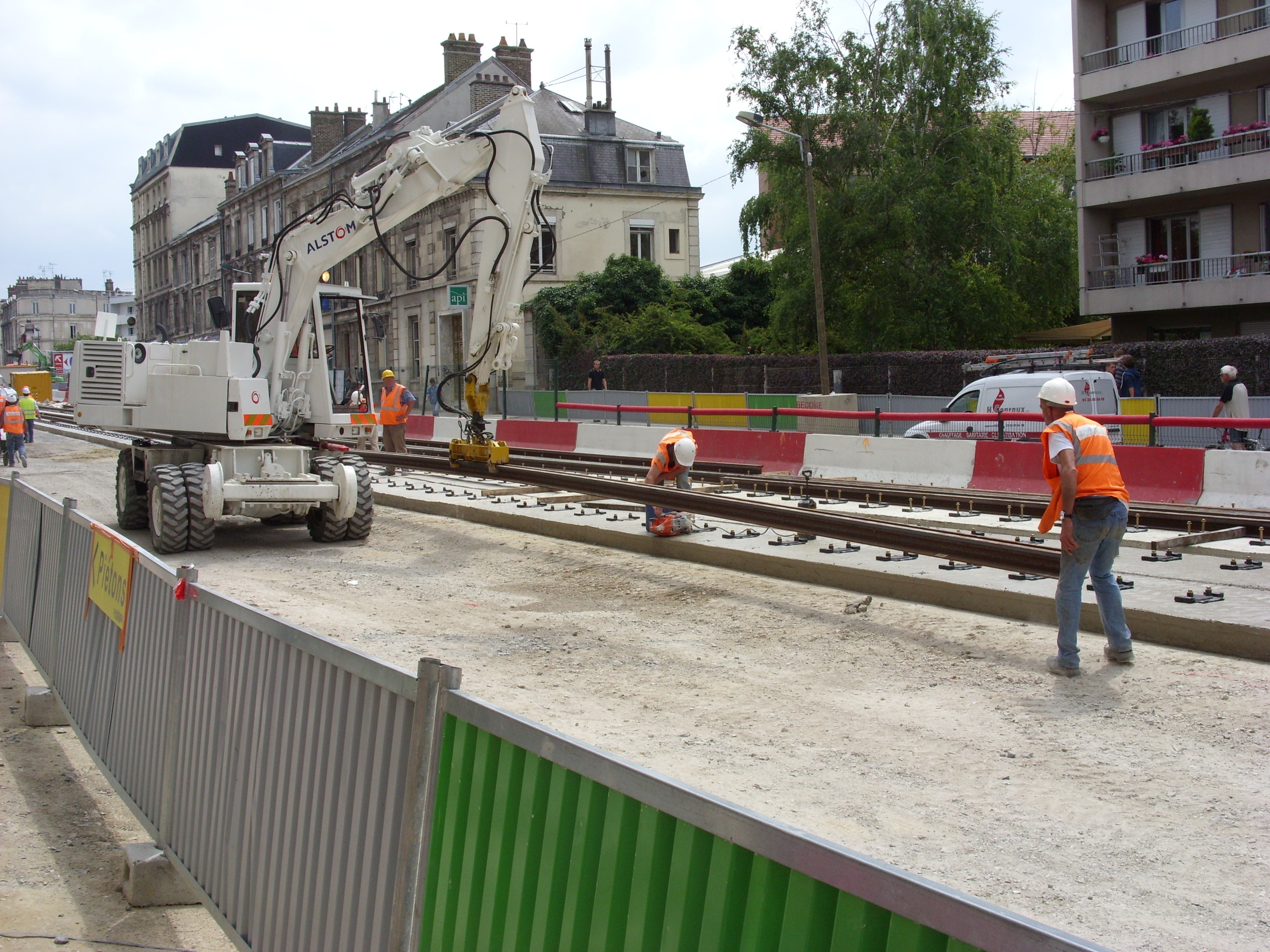
Pose du rail.
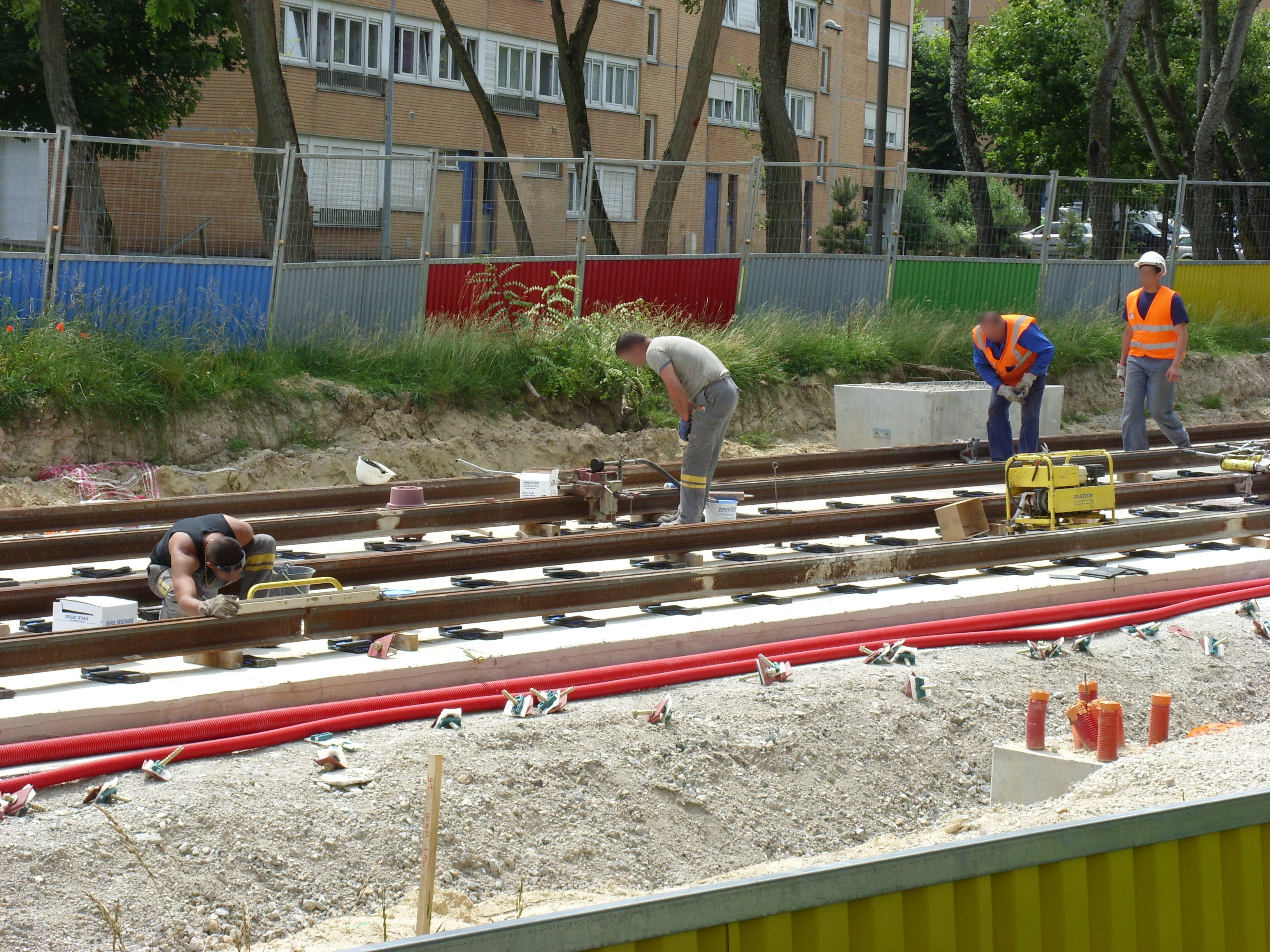
Soudure et finalisation des voies.
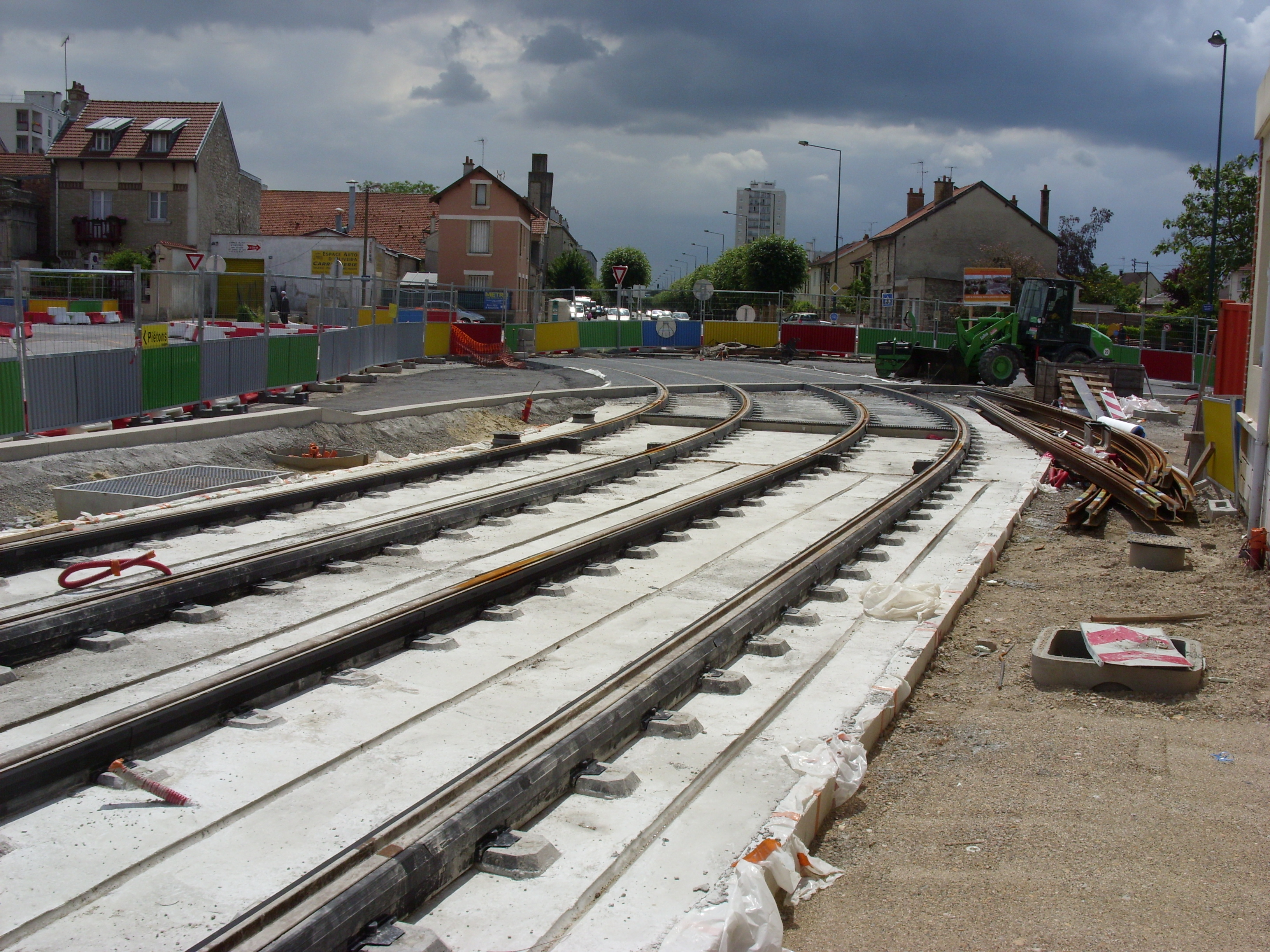
Travaux de voirie.

### Dernières lignes droites
La livraison de la première rame a eu lieu le 27 mars 2010 au soir, et sa présentation au grand public dès le demain sur le parvis de la cathédrale Notre-Dame de Reims. Ce même mois de mars a vu le début de la mise en place des systèmes, des stations et des espaces verts, ainsi que le début des essais statiques à l'intérieur du centre de maintenance ; les essais en intégration géographique, à l'extérieur du centre de maintenance, ont commencé en juin 2010, l'ouverture de la trémie devant la gare de Reims à la circulation a eu lieu le même mois.
La présentation du nouveau réseau, de la billettique et du mobilier urbain a eu lieu les 24 et 25 septembre 2010 à l'occasion de la Semaine de la Mobilité ; le mois suivant, en octobre, l'ensemble de la ligne a été ouverte aux essais ; le début de la formation des wattmen, uniquement sur la moitié Sud de la ligne dans un premier temps, a débuté le 18 octobre 2010.
L'installation des nouveaux valideurs fournis par la société Parkéon a été effectuée en janvier 2011 et la carte Grand R a été introduite deux mois plus tard, en mars. La marche à blanc a débuté le 14 février 2011, tandis que les stations ont été terminées et équipées de tous leurs équipements.

### Inauguration
La fin de la marche à blanc a eu lieu le 14 avril 2011, suivie les 16 et 17 de l'inauguration du tramway : tout le réseau était gratuit durant ces deux jours de festivités, pour conclure le 18 à la mise en service commerciale des deux lignes de tramway.

## Oppositions
Comme dans la plupart des villes où un projet de tramway a été mené, une assez forte opposition à celui-ci s'est développée. À l'origine, les sondages d'opinion donnaient plus de 50 % d'opposition. Divers recours administratifs ont eu lieu, toujours au bénéfice de Reims Métropole, et des collectifs d'opposants se sont créés. Ceux-ci évoquent notamment un nombre très insuffisant de sites propres pour les bus, qui auraient permis d'obtenir une amélioration plus globale de la mobilité. À mesure de la réalisation du projet, les Rémois s'y sont « résignés » pour la plupart, voire se le sont approprié, mais certaines voix parmi la population se font toujours entendre, dénonçant un choix coûteux, démesuré et imposé à la population.

### Un enjeu politique
Le tramway a été au cœur des élections municipales rémoises de 2008.
Le maire initiateur, Jean-Louis Schneiter (par ailleurs président de Reims Métropole, l'intercommunalité qui a fait réaliser le tramway) a affirmé vouloir faire en sorte que le projet ne puisse plus être arrêté au moment des élections municipales de 2008, expliquant que l'on doit parfois forcer les choses si l'on désire concrétiser ses projets.
En effet, Renaud Dutreil, candidat au premier tour de l'élection municipale de 2008 avait pour principal axe de campagne « l'inutilité » du projet et souhaitait s'il était élu, faire annuler le projet dès son investiture. Il s'opposait en cela aux autres candidats de droite (Catherine Vautrin, Jean-Marie Beaupuy), qui s'inscrivent sur ce point dans la continuité de l'ancien maire, et à Adeline Hazan, nouvelle maire de la ville et ancienne chef de file de l'opposition de gauche, qui prônait au contraire la réalisation dès l'origine d'un réseau plus ambitieux. Ces candidats pro-tram pensaient également qu'une renégociation ou une annulation du contrat de concession n'était juridiquement pas envisageable et qu'il en coûterait près de 120 millions d'euros à la communauté d'agglomération, soit un tiers du budget total.

### Premiers retours
Un an après l'inauguration du système, 74 % des habitants de la ville se déclarent pourtant satisfaits, et 79 % favorable à son extension. Il n'existe alors plus d'opposition notable au tramway, en dehors des critiques relatives notamment aux pannes jugées trop fréquentes.

## Avenir du réseau

### Aménagement de la ZAC de Bezannes
Entre les stations Léon Blum et Gare Champagne TGV, la ligne B du tramway traverse les terrains de la future ZAC de Bezannes, projet représentant une surface de 172 hectares qui accueillera à moyen terme une zone d'activités, des logements, des espaces de loisirs et de commerces…
Actuellement en voie unique entre les deux stations précédemment citées, la voie sera doublée et deux nouvelles stations verront le jour, dont une à côté du centre de maintenance, à l'intérieur du périmètre de la ZAC, les infrastructures nécessaires à ces extensions ont été réservées dès le début du projet.

### Extensions envisagées
La volonté de développer à terme un véritable réseau est également partagée par Jean-Louis Schneiter et son équipe. Les études qui ont été menées à ce sujet montrent la pertinence d'une extension du réseau par les axes suivants :
- Comédie - Tinqueux
- Opéra - Épinettes
- Opéra - Faculté des Sciences
- Opéra - Droits de l'Homme

À cet effet, aux endroits où viendront se « greffer » ces extensions (à l'ouest de la station Comédie et à l'est d'Opéra), quelques mètres de voies seront posés avec leurs aiguillages dès les travaux de construction de la première ligne, afin de faciliter la connexion de ces nouvelles lignes sans perturber l'exploitation de celles déjà réalisées. Ces équipements seront installés place Myron-Herrick en direction de la place Royale et en face de la Comédie en direction de Tinqueux. Il a d'ailleurs été confirmé l'intérêt d'une troisième ligne vers Tinqueux ; en revanche, il reste à définir la direction empruntée par cette ligne au-delà de la place Aristide Briand parmi l'avenue Jean Jaurès, le boulevard de la Paix, ou, nouvelle possibilité, la rue de Cernay (dont la desserte, malgré sa pertinence, risque s'être compromise par l'étroitesse de cet axe).

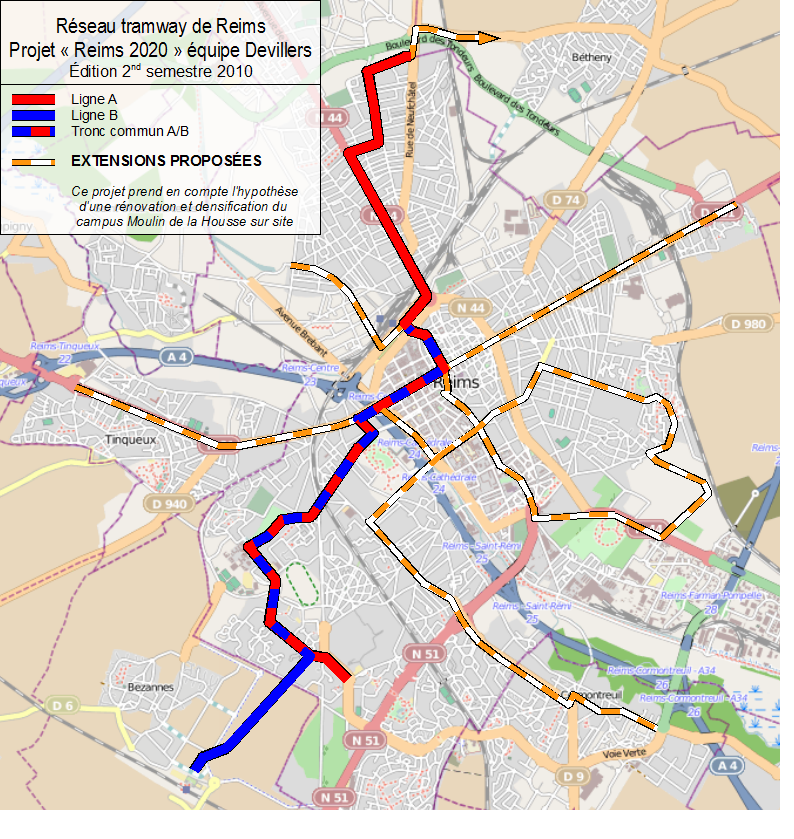
Projet d'extension du réseau tram selon l'équipe Christian Devillers, dans le cadre de la concertation "Reims 2020"

À l'occasion de travaux de rénovation de la plateforme place Myron Herrick à l'été 2022, l'appareil de voie en direction de l'est est déposé, afin d'augmenter la vitesse commerciale et de rétablir la continuité de l'alimentation APS. En effet, les rames devaient traverser ces quelques mètres avec leur seule inertie.
En outre, des associations d'usagers (dont l’Association des piétons et des usagers des transports collectifs de Reims et des environs) se prononcent pour la réalisation dans la foulée d'une seconde ligne Tinqueux - Opéra - Clemenceau - Faculté des Sciences - Farman (« tramisation » des lignes bus 1 et 3) ou le prolongement de la ligne A vers Cormontreuil ce qui semble ne plus être à l'ordre du jour. En revanche, les études menées par MARS montrent la plus grande pertinence d'un projet Bétheny - Cormontreuil.
Initialement, il était prévu dans un premier temps de prolonger cette première ligne vers les Châtillons (via les stations Hôpital II, Koenig, Val de Murigny P+R, terminus  Argonautes) selon un parcours proche de celui de l'ancien projet ; mais ce projet est désormais abandonné. En outre, une extension vers le Nord à partir du terminus de Neufchâtel, même si elle « ne semble pas pertinente à court ou moyen terme, [sera rendue] techniquement réalisable. »
Il a également été observé, sur les plans d'aménagement de la ZAC de Bezannes, la possibilité d'un prolongement de la ligne vers l'Est à partir de son terminus. L'idée d'une desserte du Val de Murigny serait probablement avantageuse car les habitants de ce secteur sont pénalisés par la distance qui le sépare du centre-ville et du temps de parcours en bus qui en découle. Toutefois aucune déclaration publique n'a été faite dans ce sens et il se peut que le projet se limite effectivement à l'addition d'un ou quelques arrêts au sein de cette ZAC dont l'aménagement est seulement en cours de démarrage. Cette extension potentielle pourrait également, sous réserve d'opportunités politiques, traverser les voies TGV et venir jusqu'au centre commercial de Champfleury.
L'heure n'est actuellement toutefois pas à discuter de ces extensions, la municipalité actuelle préférant juger des résultats des deux premières lignes en exploitation avant de se prononcer sur d'autres projets si elle en a encore le pouvoir, l'inauguration des lignes A et B devant avoir lieu le 16 avril 2011, il ne lui resterait en effet que peu de temps pour mettre en route de manière irréversible un second projet avant les prochaines élections municipales.

### Reims 2020
Dans le projet Reims 2020 les équipes d'architectes ont intégré le réseau tram dans leurs propositions. À l'issue des études, l'agglomération semblerait plutôt se diriger vers deux nouvelles lignes de bus à haut niveau de service, sans plus de précision.

### BHNS
En 2020, le maire Arnaud Robinet projette pour son deuxième mandat à venir la construction de deux lignes de BHNS (bus à haut niveau de service) : une ligne ouest / sud-est (Tinqueux à Cormontreuil) et une ligne nord est / sud (Bétheny à Champfleury). Ce projet à pour but de pallier la saturation des lignes 1, 2 et 5, de réduire le trafic des bus dans le centre-ville rémois, de faciliter la desserte de Bétheny, Champfleury ainsi que de la zone Farman-Croix Blandin et de raccorder plus rapidement la zone commerciale de Cormontreuil à Reims.
Cette annonce confirme que le projet d'extension vers Tinqueux au quartier des Épinettes ne sera pas réalisé à court terme, malgré la présence anticipée d'aiguillages lors de la construction de cette première ligne.